# Liste des œuvres exposées au Louvre en 1793
Cet article recense les œuvres exposées au Muséum central des arts de la République, précurseur du musée du Louvre à Paris, lors de son inauguration en 1793.

## Généralités
Le Muséum central des arts de la République est inauguré le 8 novembre 1793, rassemblant dans la grande galerie du palais du Louvre des œuvres provenant des collections royales, ainsi que d'autres confisquées chez des nobles émigrés ou dans des églises. Au total, 537 tableaux et 124 objets sont exposés,.

## Liste

### Tableaux
La liste suivante recense les tableaux exposés. Les colonnes « Travée » et « # » indiquent la place de l'œuvre dans le musée, en commençant par la 1re travée à droite jusqu'au fond, puis en revenant par les travées de gauche. En effet, lors de l'exposition initiale, l'accrochage n'est pas ordonné : les œuvres sont mélangées à dessein « parce que ce système paraît le plus propre à développer le génie des élèves, et à former leur goût d'une manière sûre et rapide, en leur présentant sous un même point de vue des chefs-d'œuvre en divers genres ».
| Auteur                                        | Titre | H (cm) | L (cm) | Id. Joconde                            | Lieu                                 | Ville         | Notes | Travée     | #     | Illus. |
| --------------------------------------------- | --- | ------ | ------ | -------------------------------------- | ------------------------------------ | ------------- | --- | ---------- | ----- | ------ |
| L'Albane                                      | Apollon et Daphné | 17,5   | 35,5   | « 000PE024647 », notice no 000PE024647 | Musée du Louvre                      | Paris         | | 3e gauche  | 349   |        |
| L'Albane                                      | La Fécondité | 49     | 57     | « 00000102960 », notice no 00000102960 | Palais du Luxembourg                 | Paris         | | 8e droite  | 91    |        |
| L'Albane                                      | La Prédication de saint Jean-Baptiste | 76     | 97     | « 000PE030373 », notice no 000PE030373 | Musée des beaux-arts de Lyon         | Lyon          | | 7e gauche  | 472   |        |
| L'Albane                                      | La Toilette de Vénus | 202    | 252    | « 000PE024652 », notice no 000PE024652 | Musée du Louvre                      | Paris         | | 5e gauche  | 411   |        |
| L'Albane                                      | Le Baptême du Christ | 77,5   | 98,5   | « 000PE030374 », notice no 000PE030374 | Musée des beaux-arts de Lyon         | Lyon          | | 7e gauche  | 439   |        |
| L'Albane                                      | Le Père éternel et l'ange Gabriel | 32     | 42     | « 00000102956 », notice no 00000102956 | Musée Paul-Valéry                    | Sète          | ovale | 5e gauche  | 400   |        |
| L'Albane                                      | Le Repos de Vénus et de Vulcain | 202    | 252    | « 000PE024651 », notice no 000PE024651 | Musée du Louvre                      | Paris         | | 5e gauche  | 384   |        |
| L'Albane                                      | Salmacis et Hermaphrodite | 14     | 31     | « 000PE024662 », notice no 000PE024662 | Musée du Louvre                      | Paris         | | 3e gauche  | 348   |        |
| L'Albane                                      | Ulysse chez Circé | 45     | 57     | « 00000102959 », notice no 00000102959 | Œuvre détruite                       |               | anciennement attribué à Ciro Ferri | 8e droite  | 107   |        |
| L'Albane                                      | Vénus et Adonis | 45     | 60     | « 000PE024663 », notice no 000PE024663 | Musée du Louvre                      | Paris         | | 6e gauche  | 429   |        |
| Anonyme                                       | Cavaliers à la porte d'un cabaret |        |        |                                        |                                      |               | copie ; anciennement attribué à Philips Wouwerman | 9e droite  | 122   |        |
| Anonyme                                       | Intérieur d'une cuisine |        |        |                                        |                                      |               | copie ; anciennement attribué à Willem Kalf | 1re gauche | 260   |        |
| Anonyme                                       | La Fuite en Égypte | 75     | 110    | « 000PE008762 », notice no 000PE008762 | Musée du Louvre                      | Paris         | imitation combinant des personnages de Pierre Paul Rubens et un paysage d'Adam Elsheimer                                                                        | 14e droite | 191   |        |
| Anonyme                                       | La Sainte-Famille |        |        |                                        |                                      |               | copie ; anciennement attribué à Andrea del Sarto | 12e droite | 171   |        |
| Anonyme                                       | La Vierge et l'enfant Jésus |        |        |                                        |                                      |               | copie ; anciennement attribué à Léonard de Vinci | 8e gauche  | 492   |        |
| Anonyme                                       | L'Amour endormi |        |        |                                        |                                      |               | copie ; anciennement attribué à Elisabeth Cirant | 14e droite | 190   |        |
| Anonyme                                       | Le Christ porté au tombeau |        |        |                                        |                                      |               | copie ; anciennement attribué à Raphaël | 1re gauche | 276   |        |
| Anonyme                                       | Le Duo | 82,5   | 72     | « 000PE003461 », notice no 000PE003461 | Musée du Louvre                      | Paris         | copie ; anciennement attribué à Gerard ter Borch | 8e gauche  | 508   |        |
| Anonyme                                       | Sainte-Famille |        |        |                                        |                                      |               | copie ; anciennement attribué à Federico Barocci | 3e gauche  | 351   |        |
| Anonyme                                       | Salmacis et Hermaphrodite |        |        |                                        |                                      |               | copie ; anciennement attribué à Filippo Lauri | 6e gauche  | 420   |        |
| Anonyme                                       | Vue de Rome |        |        |                                        |                                      |               | copie ; anciennement attribué à Bartholomeus Breenbergh | 1re gauche | 262   |        |
| Jan Asselyn                                   | Paysage avec un troupeau traversant une rivière | 65,7   | 88,2   | « 000PE003419 », notice no 000PE003419 | Musée du Louvre                      | Paris         | | 5e gauche  | 408   |        |
| Jan Asselyn                                   | Paysage avec une tour surplombant une rivière | 72,3   | 42     | « 000PE003418 », notice no 000PE003418 | Musée du Louvre                      | Paris         | ovale ; anciennement attribué à Pierre Patel | 6e gauche  | 428   |        |
| Jan Asselyn                                   | Ruine et Cabane de bergers | 77,5   | 39,5   | « 000PE003420 », notice no 000PE003420 | Musée du Louvre                      | Paris         | ovale ; anciennement attribué à Herman Van Swanevelt | 16e droite | 219   |        |
| Ludolf Bakhuizen                              | Bateau de pêche et Cabotier par gros temps | 46     | 66     | « 000PE003424 », notice no 000PE003424 | Musée du Louvre                      | Paris         | | 2e gauche  | 325   |        |
| Ludolf Bakhuizen                              | Escadre néerlandaise de la compagnie des Indes | 171    | 287    | « 000PE003422 », notice no 000PE003422 | Musée du Louvre                      | Paris         | | 3e gauche  | 333   |        |
| Hendrick van Balen                            | Retour de chasse |        |        |                                        |                                      |               | | 14e droite | 187   |        |
| Fra Bartolomeo                                | L'Incarnation du Christ | 96     | 76     | « 000PE024743 », notice no 000PE024743 | Musée du Louvre                      | Paris         | | 7e droite  | 79    |        |
| Francesco Bassano le Jeune                    | Les Noces de Cana | 152    | 214    | « 000PE024765 », notice no 000PE024765 | Musée du Louvre                      | Paris         | | 6e gauche  | 417   |        |
| Jacopo Bassano                                | Jésus-Christ montant au calvaire | 132,3  | 186,5  | « 000PE024748 », notice no 000PE024748 | Musée du Louvre                      | Paris         | | 1re gauche | 284   |        |
| Jacopo Bassano                                | La sortie de l'arche | 104    | 121    | « 000PE022027 », notice no 000PE022027 | Musée des beaux-arts de Bordeaux     | Bordeaux      | | 1re gauche | 266   |        |
| Jacopo Bassano                                | L'Adoration des bergers | 153    | 182    | « 000PE024754 », notice no 000PE024754 | Musée du Louvre                      | Paris         | | 8e gauche  | 479   |        |
| Jacopo Bassano                                | Le Christ descendu de la croix | 154    | 225    | « 000PE024625 », notice no 000PE024625 | Musée du Louvre                      | Paris         | | 7e gauche  | 461   |        |
| Nicolaes Berchem                              | La Vue des côtes de Nice |        |        |                                        |                                      |               | | 11e droite | 156   |        |
| Nicolaes Berchem                              | Le Gué | 32     | 40     | « 000PE003443 », notice no 000PE003443 | Musée du Louvre                      | Paris         | | 8e droite  | 106   |        |
| Nicolaes Berchem                              | Pâtres gardant un troupeau au bord de l'eau | 51     | 62     | « 000PE003441 », notice no 000PE003441 | Musée du Louvre                      | Paris         | | 4e gauche  | 373   |        |
| Nicolaes Berchem                              | Paysage aux grands arbres | 130,5  | 195,5  | « 000PE003444 », notice no 000PE003444 | Musée du Louvre                      | Paris         | | 7e droite  | 83    |        |
| Nicolaes Berchem et Jacob van Ruisdael        | Paysage et animaux |        |        |                                        |                                      |               | anciennement attribué à Jan Wijnants et Nicolaes Berchem | Entrée     | 536   |        |
| Nicolaes Berchem                              | Paysage où des animaux passent une rivière |        |        |                                        |                                      |               | | 4e gauche  | 371   |        |
| Gian Lorenzo Bernini                          | Saint Jean-Baptiste prêchant dans le désert |        |        |                                        |                                      |               | | 1re droite | 5     |        |
| Ferdinand Bol                                 | Vieillard en meditation | 144    | 137    | « 000PE003456 », notice no 000PE003456 | Musée du Louvre                      | Paris         | | 1re gauche | 273   |        |
| Gerard ter Borch                              | Le Galant militaire | 68     | 55     | « 000PE003462 », notice no 000PE003462 | Musée du Louvre                      | Paris         | | 8e gauche  | 484   |        |
| Gerard ter Borch                              | Une dame à sa toilette |        |        |                                        |                                      |               | | 9e droite  | 121   |        |
| Pâris Bordone                                 | Un portrait d'homme |        |        |                                        |                                      |               | | Fond       | 257   |        |
| Jan Both                                      | Paysage avec bergers | 70     | 61     | « 000PE003465 », notice no 000PE003465 | Musée du Louvre                      | Paris         | | 8e gauche  | 509   |        |
| Jan Both                                      | Paysage avec voyageurs | 156,5  | 212    | « 000PE003466 », notice no 000PE003466 | Musée du Louvre                      | Paris         | | 2e gauche  | 326   |        |
| Bon Boullogne                                 | Le Mariage mystique de sainte Catherine | 41     | 30     | « 000PE000220 », notice no 000PE000220 | Musée du Louvre                      | Paris         | | Fond       | 251   |        |
| Sébastien Bourdon                             | Auguste devant le tombeau d'Alexandre | 111    | 139    | « 000PE000234 », notice no 000PE000234 | Musée du Louvre                      | Paris         | | 6e gauche  | 426   |        |
| Sébastien Bourdon                             | Halte de soldats | 43     | 58     | « 000PE000230 », notice no 000PE000230 | Musée du Louvre                      | Paris         | | 6e droite  | 71    |        |
| Sébastien Bourdon                             | Les Mendiants | 49     | 65     | « 000PE000229 », notice no 000PE000229 | Musée du Louvre                      | Paris         | | 1re gauche | 261   |        |
| Sébastien Bourdon                             | Voyageurs sous des ruines | 73     | 88     | « 000PE000231 », notice no 000PE000231 | Musée du Louvre                      | Paris         | | 8e gauche  | 491   |        |
| Paul Bril et Annibale Carracci                | Orphée massacré par les Bacchantes |        |        |                                        |                                      |               | | Entrée     | 535   |        |
| Paul Bril                                     | Paysage avec animaux |        |        |                                        |                                      |               | | Fond       | 243   |        |
| Bronzino                                      | Portrait d'un sculpteur | 99     | 79     | « 000PE024721 », notice no 000PE024721 |                                      |               | | 4e droite  | 50    |        |
| Adriaen Brouwer                               | Intérieur de tabagie |        |        |                                        |                                      |               | | 8e gauche  | 503   |        |
| Pieter Brueghel l'Ancien                      | Bataille d'Issus | 80     | 136    | « 000PE003283 », notice no 000PE003283 | Musée du Louvre                      | Paris         | | 2e gauche  | 314   |        |
| Simone Cantarini                              | Repos en Égypte |        |        |                                        |                                      |               | | 9e droite  | 120   |        |
| Le Caravage                                   | La Mort de la Vierge | 369    | 245    | « 000PE024735 », notice no 000PE024735 | Musée du Louvre                      | Paris         | | 6e gauche  | 423   |        |
| Le Caravage                                   | La Mort de la Vierge | 369    | 245    | « 000PE024735 », notice no 000PE024735 | Musée du Louvre                      | Paris         | | 4e droite  | 51    |        |
| Agostino Carracci                             | La Vierge, l'enfant Jésus et saint Jean |        |        |                                        |                                      |               | anciennement attribué à Raphaël | 7e gauche  | 443   |        |
| Annibale Carracci                             | La Noce de village | 145    | 255    | « 000PE014728 », notice no 000PE014728 | Musée des beaux-arts de Marseille    | Marseille     | | 8e gauche  | 478   |        |
| Annibale Carracci et Giovanni Andrea Donducci | La Vierge et saint François |        |        |                                        |                                      |               | | 8e gauche  | 497   |        |
| Annibale Carracci                             | L'Adoration des bergers |        |        |                                        |                                      |               | | 1re gauche | 282   |        |
| Annibale Carracci                             | L'Assomption |        |        |                                        |                                      |               | | 9e gauche  | 526   |        |
| Annibale Carracci                             | Portrait d'homme | 116    | 89,5   | « 000PE024782 », notice no 000PE024782 | Musée du Louvre                      | Paris         | | 4e droite  | 46    |        |
| Annibale Carracci                             | Saint Sébastien | 131    | 96     | « 00000102970 », notice no 00000102970 | Musée des beaux-arts de Quimper      | Quimper       | | 7e gauche  | 442   |        |
| Annibale Carracci                             | Un paysage avec figures |        |        |                                        |                                      |               | | 7e gauche  | 458   |        |
| Antonio Carracci                              | Le Déluge | 166    | 247    | « 000PE024784 », notice no 000PE024784 | Musée du Louvre                      | Paris         | | 8e gauche  | 506   |        |
| Lodovico Carracci                             | L'Adoration des Mages |        |        |                                        |                                      |               | | 9e gauche  | 532   |        |
| Giovanni Benedetto Castiglione                | Jésus chassant les vendeurs du temple | 100    | 124    | « 000PE024797 », notice no 000PE024797 | Musée du Louvre                      | Paris         | | 9e gauche  | 518   |        |
| Giovanni Benedetto Castiglione                | L'Adoration des bergers | 68     | 52     | « 000PE024796 », notice no 000PE024796 | Musée du Louvre                      | Paris         | | 8e droite  | 97    |        |
| Giovanni Benedetto Castiglione                | Marche d'animaux |        |        |                                        |                                      |               | | 9e gauche  | 533   |        |
| Giovanni Benedetto Castiglione                | Une bataille |        |        |                                        |                                      |               | anciennement attribué à Hendrik Verschuring | 1re gauche | 292   |        |
| Cavalier d'Arpin                              | Adam et Ève chassés du paradis terrestre | 51     | 38     | « 000PE024802 », notice no 000PE024802 | Musée du Louvre                      | Paris         | | Fond       | 249   |        |
| Giacomo Cavedone                              | Sainte Cécile |        |        |                                        |                                      |               | | 9e gauche  | 529   |        |
| Philippe de Champaigne                        | Jésus parmi les docteurs | 260    | 175,5  | « 00000061515 », notice no 00000061515 | Musée des beaux-arts d'Angers        | Angers        | | 3e gauche  | 334   |        |
| Philippe de Champaigne                        | La Cêne | 158    | 233    | « 000PE000371 », notice no 000PE000371 | Musée du Louvre                      | Paris         | | 1re gauche | 285   |        |
| Philippe de Champaigne                        | La Mère Catherine-Agnès Arnauld et la Sœur Catherine de Sainte-Suzanne | 165    | 229    | « 000PE000363 », notice no 000PE000363 | Musée du Louvre                      | Paris         | | 1re gauche | 268   |        |
| Philippe de Champaigne                        | La Petite Cêne | 80     | 149    | « 000PE000368 », notice no 000PE000368 | Musée du Louvre                      | Paris         | | 15e droite | 214   |        |
| Philippe de Champaigne                        | La Présentation au Temple | 392    | 325    | « 01370000897 », notice no 01370000897 | Musée des beaux-arts de Dijon        | Dijon         | | 4e gauche  | 362   |        |
| Philippe de Champaigne                        | La Vierge au pied de la croix | 178    | 125    | « 00000106258 », notice no 00000106258 | Musée du Louvre                      | Paris         | | 1re gauche | 283   |        |
| Philippe de Champaigne                        | L'Annonciation de la Vierge | 294    | 250,2  | « 000PE024543 », notice no 000PE024543 | Musée des beaux-arts de Caen         | Caen          | | Entrée     | 534   |        |
| Philippe de Champaigne                        | L'Assomption de la Vierge | 394    | 243    | « 000PE000374 », notice no 000PE000374 | Musée du Louvre                      | Paris         | | 16e droite | 218   |        |
| Philippe de Champaigne                        | Le Bon Pasteur |        |        |                                        |                                      |               | | 5e gauche  | 385   |        |
| Philippe de Champaigne                        | Le Christ en croix |        |        |                                        |                                      |               | | 3e gauche  | 360   |        |
| Philippe de Champaigne                        | Le Christ mort couché sur son linceul | 68     | 197    | « 000PE000373 », notice no 000PE000373 | Musée du Louvre                      | Paris         | anciennement attribué à Pieter van Mol | Fond       | 246   |        |
| Giuseppe Bartolomeo Chiari                    | Sainte-Famille |        |        |                                        |                                      |               | | 11e droite | 160   |        |
| Joseph Christophe                             | Saint Paul refusant les sacrifices |        |        |                                        |                                      |               | | 8e droite  | 111   |        |
| Carlo Cignani                                 | Léandre retiré des eaux |        |        |                                        |                                      |               | ovale | Fond       | 253   |        |
| Nicolas Colombel                              | Saint Hyacinthe sauvant la statue de la Vierge des ennemis du nom chrétien | 239    | 174    | « 000PE000529 », notice no 000PE000529 | Musée du Louvre                      | Paris         | | 13e droite | 177   |        |
| Le Corrège                                    | Allégorie des vertus | 148    | 88     | « 000PE024815 », notice no 000PE024815 | Musée du Louvre                      | Paris         | | 5e gauche  | 409   |        |
| Le Corrège                                    | Allégorie des vices | 148    | 88     | « 000PE024816 », notice no 000PE024816 | Musée du Louvre                      | Paris         | | 5e gauche  | 386   |        |
| Le Corrège                                    | Le Mariage mystique de sainte Catherine d'Alexandrie avec saint Sébastien | 105    | 102    | « 000PE024813 », notice no 000PE024813 | Musée du Louvre                      | Paris         | carré | 2e gauche  | 330   |        |
| Le Corrège                                    | Tête de Christ couronné d'épines |        |        |                                        |                                      |               | | 8e droite  | 110   |        |
| Le Corrège                                    | Vénus, Satyre et Cupidon | 188    | 125    | « 000PE024814 », notice no 000PE024814 | Musée du Louvre                      | Paris         | | 13e droite | 174   |        |
| Pierre de Cortone                             | L'Alliance de Jacob et de Laban | 197    | 176    | « 000PE024757 », notice no 000PE024757 | Musée du Louvre                      | Paris         | | 6e droite  | 68    |        |
| Pierre de Cortone                             | Sainte Catherine |        |        |                                        |                                      |               | | 8e gauche  | 473   |        |
| Pierre de Cortone                             | Sainte Catherine présentant un lys à l'Enfant Jésus |        |        |                                        |                                      |               | | 2e droite  | 27    |        |
| Guillaume Courtois                            | Une bataille |        |        |                                        |                                      |               | | 1re gauche | 270   |        |
| Jacques Courtois                              | Marche de cavaliers |        |        |                                        |                                      |               | | 2e gauche  | 295   |        |
| Jacques Courtois                              | Paysage avec figures représentant des cavaliers |        |        |                                        |                                      |               | ovale ; anciennement attribué à Claude Gellée et Jacques Callot                                                                                                 | 15e droite | 204   |        |
| Jacques Courtois                              | Une bataille |        |        |                                        |                                      |               | | 1re gauche | 286   |        |
| Jacques Courtois                              | Une marche d'armée |        |        |                                        |                                      |               | ovale ; anciennement attribué à Claude Gellée et Jacques Callot                                                                                                 | 15e droite | 208   |        |
| Jean Cousin l'Ancien                          | Le Jugement dernier | 145    | 142    | « 000PE000715 », notice no 000PE000715 | Musée du Louvre                      | Paris         | | 6e droite  | 67    |        |
| Noël Coypel                                   | Alexandre Sévère faisant distribuer du blé au peuple de Rome dans un temps de disette                                                                                             | 49     | 86,5   | « 000PE000753 », notice no 000PE000753 | Musée du Louvre                      | Paris         | | 4e droite  | 53    |        |
| Noël Coypel                                   | Apollon couronné par la Victoire | 214    | 115    | « 000PE000752 », notice no 000PE000752 | Musée du Louvre                      | Paris         | | 4e gauche  | 368   |        |
| Noël Coypel                                   | Ptolémée Philadelphe donnant la liberté aux Juifs | 49,5   | 87,5   | « 000PE000754 », notice no 000PE000754 | Musée du Louvre                      | Paris         | | 4e droite  | 54    |        |
| Noël Coypel                                   | Solon expliquant ses lois |        |        | « 000PE011931 », notice no 000PE011931 | Château de Versailles                | Versailles    | | 4e droite  | 42    |        |
| Noël Coypel                                   | Trajan donnant des audiences publiques | 49,5   | 87,5   | « 000PE000756 », notice no 000PE000756 | Musée du Louvre                      | Paris         | | 4e droite  | 41    |        |
| Josse van Craesbeeck                          | Peintre faisant un portrait | 85     | 102    | « 000PE003299 », notice no 000PE003299 | Musée du Louvre                      | Paris         | anciennement attribué à Adriaen Brouwer | 7e gauche  | 445   |        |
| Gaspard de Crayer                             | La Décollation de saint Jean-Baptiste |        |        |                                        |                                      |               | | 8e droite  | 102   |        |
| Gaspard de Crayer                             | La Résurrection de Lazare |        |        |                                        |                                      |               | | 6e droite  | 69    |        |
| Gaspard de Crayer                             | Saint Augustin en extase | 290    | 197,7  | « 06380000248 », notice no 06380000248 | Musée des beaux-arts de Valenciennes | Valenciennes  | | 9e droite  | 133   |        |
| Giuseppe Maria Crespi                         | École de jeunes filles La Maîtresse d'école | 27     | 35     |                                        |                                      |               | Attribué à Pasqualino Rossi | 2e gauche  | 316   |        |
| Donato Creti                                  | Un enfant qui dort |        |        |                                        |                                      |               | | 2e gauche  | 309   |        |
| Albert Cuyp                                   | Bateaux sur l'estuaire du Hollands Diep, pris dans un orage | 107    | 146    | « 000PE003485 », notice no 000PE003485 | Musée du Louvre                      | Paris         | anciennement attribué à Ludolf Bakhuizen | 16e droite | 224   |        |
| Albert Cuyp                                   | Le Départ pour la promenade à cheval | 119    | 152,5  | « 000PE003489 », notice no 000PE003489 | Musée du Louvre                      | Paris         | | 9e droite  | 136   |        |
| Albert Cuyp                                   | Paysage près de Rhenen | 170    | 229    | « 000PE003490 », notice no 000PE003490 | Musée du Louvre                      | Paris         | | 2e gauche  | 303   |        |
| Alexandre-François Desportes                  | Fruits et oiseaux près d'une fontaine |        |        |                                        |                                      |               | | 3e gauche  | 355   |        |
| Le Dominiquin                                 | Énée et Anchise |        |        |                                        |                                      |               | | 11e droite | 161   |        |
| Le Dominiquin                                 | Paysage avec Hercule combattant Acheloüs changé en taureau | 121    | 149    | « 000PE024832 », notice no 000PE024832 | Musée du Louvre                      | Paris         | | Fond       | 256   |        |
| Le Dominiquin                                 | Paysage avec Hercule tirant Cacus de sa caverne | 121    | 150    | « 000PE024833 », notice no 000PE024833 | Musée du Louvre                      | Paris         | | Fond       | 241   |        |
| Le Dominiquin                                 | Paysage avec la fuite en Égypte | 164    | 213    | « 000PE024838 », notice no 000PE024838 | Musée du Louvre                      | Paris         | | 6e droite  | 73    |        |
| Le Dominiquin                                 | Renaud et Armide | 133    | 154    | « 000PE012099 », notice no 000PE012099 | Château de Versailles                | Versailles    | | 4e droite  | 52    |        |
| Le Dominiquin                                 | Saint Augustin lavant les pieds à Jésus-Christ sous la figure d'un pèlerin |        |        |                                        |                                      |               | | 8e droite  | 108   |        |
| Le Dominiquin                                 | Saint Jean l'Évangéliste |        |        |                                        |                                      |               | | 8e gauche  | 517   |        |
| Le Dominiquin                                 | Timoclée captive amenée devant Alexandre | 113    | 115,3  | « 000PE024834 », notice no 000PE024834 | Musée du Louvre                      | Paris         | ovale | 4e droite  | 43    |        |
| Le Dominiquin                                 | Un concert |        |        |                                        |                                      |               | | 7e gauche  | 440   |        |
| Gérard Dou                                    | Femme accrochant un coq à sa fenêtre | 26,1   | 20,7   | « 000PE003503 », notice no 000PE003503 | Musée du Louvre                      | Paris         | | 8e gauche  | 502   |        |
| Gérard Dou                                    | Le Joueur de trompette | 38     | 29     | « 000PE003501 », notice no 000PE003501 | Musée du Louvre                      | Paris         | | 8e gauche  | 475   |        |
| Gérard Dou                                    | Le Père et la Mère de Gérard Dou |        |        |                                        |                                      |               | | 5e gauche  | 399   |        |
| Gérard Dou                                    | Le Peseur d'or | 29,1   | 23     | « 000PE003504 », notice no 000PE003504 | Musée du Louvre                      | Paris         | | 8e gauche  | 512   |        |
| Gérard Dou                                    | L'Épicière de village | 38,5   | 29     | « 000PE003500 », notice no 000PE003500 | Musée du Louvre                      | Paris         | | 5e gauche  | 395   |        |
| Gaspard Dughet                                | Paysage aux bergers | 72     | 95,5   | « 000PE001085 », notice no 000PE001085 | Musée du Louvre                      | Paris         | | 7e gauche  | 465   |        |
| Gaspard Dughet                                | Paysage, vue d'Italie |        |        |                                        |                                      |               | | 7e gauche  | 446   |        |
| Karel Dujardin                                | Covielle faisant la parade |        |        |                                        |                                      |               | | 3e droite  | 36    |        |
| Karel Dujardin                                | Le Bocage | 52     | 43     | « 000PE003518 », notice no 000PE003518 | Musée du Louvre                      | Paris         | | 8e gauche  | 488   |        |
| Karel Dujardin                                | Le Calvaire | 97     | 84     | « 000PE003514 », notice no 000PE003514 | Musée du Louvre                      | Paris         | | 3e gauche  | 344   |        |
| Karel Dujardin                                | Le Gué ; site d'Italie | 23     | 30     | « 000PE003516 », notice no 000PE003516 | Musée du Louvre                      | Paris         | | 3e gauche  | 350   |        |
| Karel Dujardin                                | Le Paturage | 51,5   | 46,7   | « 000PE003517 », notice no 000PE003517 | Musée du Louvre                      | Paris         | | 8e gauche  | 501   |        |
| Karel Dujardin                                | Portrait d'homme | 23,3   | 19     | « 000PE003521 », notice no 000PE003521 | Musée du Louvre                      | Paris         | | 17e droite | 227   |        |
| Albrecht Dürer                                | Le Christ à la colonne |        |        |                                        |                                      |               | | 3e gauche  | 346   |        |
| Antoine van Dyck                              | James Stuart, duc de Lennox | 107    | 84     | « 000PE003323 », notice no 000PE003323 | Musée du Louvre                      | Paris         | | 10e droite | 146   |        |
| Antoine van Dyck                              | Le Christ aux anges | 139    | 106    | « 05620001257 », notice no 05620001257 | Musée des Augustins                  | Toulouse      | | 7e gauche  | 469   |        |
| Antoine van Dyck                              | Portrait d'un homme de qualité et d'un enfant | 204    | 137    | « 000PE003320 », notice no 000PE003320 | Musée du Louvre                      | Paris         | | 8e gauche  | 490   |        |
| Antoine van Dyck                              | Portrait d'un père et son fils | 115    | 82     | « 000PE003322 », notice no 000PE003322 | Musée du Louvre                      | Paris         | | 10e droite | 140   |        |
| Antoine van Dyck                              | Portrait d'une dame de qualité et de sa fille | 204    | 136    | « 000PE003321 », notice no 000PE003321 | Musée du Louvre                      | Paris         | | 8e gauche  | 499   |        |
| Antoine van Dyck                              | Vénus demande à Vulcain des armes pour Énée | 220    | 145    | « 000PE003314 », notice no 000PE003314 | Musée du Louvre                      | Paris         | | 10e droite | 143   |        |
| Jan van Eyck                                  | Les Noces de Cana |        |        |                                        |                                      |               | | 17e droite | 234   |        |
| Domenico Fetti                                | Le Buisson ardent |        |        |                                        |                                      |               | | Fond       | 258   |        |
| Domenico Fetti                                | Le Premier âge | 75     | 68     | « 000PE025484 », notice no 000PE025484 | Musée du Louvre                      | Paris         | ovale | 8e gauche  | 481   |        |
| Domenico Fetti                                | L'Empereur Domitien | 151    | 112,5  | « 000PE025482 », notice no 000PE025482 | Musée du Louvre                      | Paris         | cintré | 17e droite | 240   |        |
| Le Fêvre                                      | Son portrait peint par lui-même |        |        |                                        |                                      |               | anciennement attribué à Gaspard de Crayer | 8e gauche  | 480   |        |
| Jan Fyt                                       | Animaux, fleurs et divers ustensiles ; une caravane dans le lointain |        |        |                                        |                                      |               | anciennement attribué à Giovanni Benedetto Castiglione | 4e gauche  | 369   |        |
| Claude Gellée                                 | Le Débarquement de Cléopâtre à Tarse | 119    | 168    | « 000PE001255 », notice no 000PE001255 | Musée du Louvre                      | Paris         | | 14e droite | 184   |        |
| Claude Gellée                                 | Marine |        |        |                                        |                                      |               | ovale | 15e droite | 205   |        |
| Claude Gellée                                 | Marine ornée d'architecture |        |        |                                        |                                      |               | | 2e droite  | 19    |        |
| Claude Gellée                                 | Marine ornée d'architecture |        |        |                                        |                                      |               | | 7e droite  | 80    |        |
| Claude Gellée                                 | Marine, soleil couchant |        |        |                                        |                                      |               | | 12e droite | 168   |        |
| Claude Gellée                                 | Paysage au soleil couchant | 52     | 69     | « 000PE001243 », notice no 000PE001243 | Musée du Louvre                      | Paris         | | 7e droite  | 88    |        |
| Claude Gellée                                 | Paysage orné d'architecture |        |        |                                        |                                      |               | | 2e droite  | 24    |        |
| Claude Gellée                                 | Un paysage |        |        |                                        |                                      |               | ovale | 15e droite | 207   |        |
| Claude Gellée                                 | Un paysage avec figures représentant Jésus tenté dans le désert |        |        |                                        |                                      |               | | 13e droite | 181   |        |
| Claude Gellée                                 | Un paysage avec marche d'animaux |        |        |                                        |                                      |               | | 13e droite | 175   |        |
| Claude Gellée                                 | Un paysage orné de figures |        |        |                                        |                                      |               | | 12e droite | 166   |        |
| Luca Giordano                                 | Femme tenant une coupe |        |        |                                        |                                      |               | | 17e droite | 235   |        |
| Jan Van Goyen                                 | Marine |        |        |                                        |                                      |               | | 17e droite | 229   |        |
| Jan Van Goyen                                 | Paysage fluvial avec moulin et château en ruines | 97     | 133,5  | « 000PE003544 », notice no 000PE003544 | Musée du Louvre                      | Paris         | | 17e droite | 238   |        |
| Jan Griffier                                  | Paysage où l'on voit un chargement de marchandises sur la rivière |        |        |                                        |                                      |               | | 7e droite  | 77    |        |
| Jan Griffier                                  | Paysage où l'on voit une moisson |        |        |                                        |                                      |               | | 7e droite  | 85    |        |
| Le Guerchin                                   | La Résurrection de Lazare |        |        |                                        |                                      |               | | 4e droite  | 47    |        |
| Le Guerchin                                   | Le Réveil de saint Jérôme |        |        |                                        |                                      |               | | 4e gauche  | 364   |        |
| Jan Davidszoon de Heem                        | Un dessert | 149    | 203    | « 000PE003565 », notice no 000PE003565 | Musée du Louvre                      | Paris         | | 3e gauche  | 335   |        |
| Bartholomeus van der Helst                    | Les Syndics des arbalétriers de saint Sébastien à Amsterdam | 49,1   | 68,1   | « 000PE003572 », notice no 000PE003572 | Musée du Louvre                      | Paris         | | 7e gauche  | 457   |        |
| Jan van der Heyden                            | L'Hôtel de ville d'Amsterdam | 73     | 86,5   | « 000PE003576 », notice no 000PE003576 | Musée du Louvre                      | Paris         | | 12e droite | 164   |        |
| Jan van der Heyden                            | Une vue de Hollande |        |        |                                        |                                      |               | | 7e droite  | 75    |        |
| Hans Holbein le Jeune                         | Anne de Clèves | 65     | 48     | « 000PE020440 », notice no 000PE020440 | Musée du Louvre                      | Paris         | | 8e droite  | 113   |        |
| Hans Holbein le Jeune                         | Nicolas Kratzer | 83     | 67     | « 000PE020436 », notice no 000PE020436 | Musée du Louvre                      | Paris         | | 4e gauche  | 374   |        |
| Hans Holbein le Jeune                         | William Warham | 82     | 66     | « 000PE020437 », notice no 000PE020437 | Musée du Louvre                      | Paris         | | 4e gauche  | 370   |        |
| Jan van Huysum                                | Corbeille de fleurs |        |        |                                        |                                      |               | | 6e gauche  | 419   |        |
| Jan van Huysum                                | Fruits |        |        |                                        |                                      |               | | 4e gauche  | 380   |        |
| Jan van Huysum                                | Fruits et Fleurs avec corbeille renversée sur fond de parc | 80     | 61     | « 000PE003609 », notice no 000PE003609 | Musée du Louvre                      | Paris         | | 1re droite | 12    |        |
| Jan van Huysum                                | Fruits et Fleurs avec corbeille renversée sur fond de parc | 80     | 61     | « 000PE003609 », notice no 000PE003609 | Musée du Louvre                      | Paris         | | 1re droite | 6     |        |
| Jan van Huysum                                | Un grand vase rempli de fleurs |        |        |                                        |                                      |               | | 2e droite  | 20    |        |
| Jan van Huysum                                | Un paysage orné de figures représentant des femmes près d'un tombeau |        |        |                                        |                                      |               | | 8e droite  | 104   |        |
| Jan van Huysum                                | Un vase rempli de fleurs |        |        |                                        |                                      |               | | 4e gauche  | 365   |        |
| Laurent de La Hyre                            | Laban cherchant ses idoles dans les bagages de Jacob | 95     | 133    | « 000PE001633 », notice no 000PE001633 | Musée du Louvre                      | Paris         | | 11e droite | 152   |        |
| Laurent de La Hyre                            | L'Apparition de Jésus aux trois Maries |        |        |                                        |                                      |               | | 3e gauche  | 342   |        |
| Laurent de La Hyre                            | L'Entrée de Jésus dans Jérusalem |        |        |                                        |                                      |               | | 17e droite | 232   |        |
| Jacob Jordaens                                | Jésus chassant les marchands du temple | 288    | 436    | « 000PE003382 », notice no 000PE003382 | Musée du Louvre                      | Paris         | | 9e gauche  | 527   |        |
| Jacob Jordaens                                | Les Quatre Évangélistes | 134    | 118    | « 000PE003384 », notice no 000PE003384 | Musée du Louvre                      | Paris         | | 3e gauche  | 336   |        |
| Jacob Jordaens                                | Repas et concert flamands |        |        |                                        |                                      |               | | 7e gauche  | 471   |        |
| Jacob Jordaens                                | Un repas de famille flamande |        |        |                                        |                                      |               | | 6e gauche  | 438   |        |
| Jean Jouvenet                                 | Jésus-Christ chez Marthe et Marie | 145    | 110    | « 000PE001608 », notice no 000PE001608 | Musée du Louvre                      | Paris         | | 9e gauche  | 524   |        |
| Willem Kalf                                   | Intérieur d'une cuisine rustique | 40     | 52     | « 000PE003616 », notice no 000PE003616 | Musée du Louvre                      | Paris         | | 1re gauche | 263   |        |
| Nicolas van Kessel                            | Un jeune homme faisant des bulles de savon, à l'entour sont des fleurs, des armures, etc                                                                                          |        |        |                                        |                                      |               | anciennement attribué à David Teniers le Jeune et Daniel Seghers                                                                                                | 1re gauche | 271   |        |
| Laurent de La Hyre                            | Paysage où l'on voit un port et des rochers |        |        |                                        |                                      |               | ovale ; anciennement attribué à Herman Van Swanevelt | 6e gauche  | 425   |        |
| Pieter van Laer                               | Une forge dans l'intérieur du Colisée |        |        |                                        |                                      |               | | 2e gauche  | 302   |        |
| Pieter van Laer                               | Vue d'Italie |        |        |                                        |                                      |               | anciennement attribué à Jan Miel | 1re gauche | 289   |        |
| Gérard de Lairesse                            | Débarquement de Cléopatre au port de Tarse | 60     | 67     | « 000PE003623 », notice no 000PE003623 | Musée du Louvre                      | Paris         | | 2e gauche  | 323   |        |
| Gérard de Lairesse                            | La Cène |        |        |                                        |                                      |               | | 9e gauche  | 525   |        |
| Giovanni Lanfranco                            | Agar dans le désert | 138    | 159    | « 000PE009018 », notice no 000PE009018 | Château de Versailles                | Versailles    | | 17e droite | 231   |        |
| Giovanni Lanfranco                            | Le Couronnement de la Vierge avec saint Augustin et saint Guillaume d'Aquitaine                                                                                                   | 220    | 144    | « 000PE025595 », notice no 000PE025595 | Musée du Louvre                      | Paris         | | 1re droite | 14    |        |
| Giovanni Lanfranco                            | Saint Barthélemy |        |        |                                        |                                      |               | | 5e gauche  | 410   |        |
| Gregorio Lazzarini                            | Omphale |        |        |                                        |                                      |               | | 15e droite | 211   |        |
| Charles Le Brun                               | Christ mort dans les bras de la Vierge |        |        |                                        |                                      |               | | 1re gauche | 275   |        |
| Charles Le Brun                               | Jésus dans le désert, servi par les anges |        |        |                                        |                                      |               | | 15e droite | 209   |        |
| Charles Le Brun                               | Jésus portant sa croix | 153    | 214    | « 000PE001720 », notice no 000PE001720 | Musée du Louvre                      | Paris         | | 2e droite  | 26    |        |
| Charles Le Brun                               | La Chute des anges rebelles |        |        |                                        |                                      |               | | 12e droite | 172   |        |
| Charles Le Brun                               | La Famille de Darius aux pieds d'Alexandre | 306    | 460    | « 000PE011825 », notice no 000PE011825 | Château de Versailles                | Versailles    | | 13e droite | 173   |        |
| Charles Le Brun                               | La Madeleine, provenant des Carmélites |        |        |                                        |                                      |               | | 6e gauche  | 432   |        |
| Charles Le Brun                               | Le Crucifiement de Jésus |        |        |                                        |                                      |               | | 2e droite  | 16    |        |
| Charles Le Brun                               | Le Crucifix aux anges | 174    | 128    | « 000PE001725 », notice no 000PE001725 | Musée du Louvre                      | Paris         | | 9e gauche  | 530   |        |
| Charles Le Brun                               | L'Entrée de Jésus dans Jérusalem |        |        |                                        |                                      |               | | 1re gauche | 264   |        |
| Charles Le Brun                               | Saint Joseph enlevé au ciel par les anges |        |        |                                        |                                      |               | | 4e gauche  | 382   |        |
| Charles Le Brun                               | Sainte-Famille, le sommeil |        |        |                                        |                                      |               | | 14e droite | 192   |        |
| Jean Le Duc                                   | Intérieur d'un corps de garde |        |        |                                        |                                      |               | anciennement attribué à Palamède | 10e droite | 148   |        |
| Frères Le Nain                                | Un intérieur de cuisine |        |        |                                        |                                      |               | anciennement attribué à Willem Kalf | 1re gauche | 291   |        |
| Eustache Le Sueur                             | Calliope | 116    | 74     | « 000PE001784 », notice no 000PE001784 | Musée du Louvre                      | Paris         | | 8e gauche  | 516   |        |
| Eustache Le Sueur                             | Clio, Euterpe et Thalie | 130    | 130    | « 000PE001781 », notice no 000PE001781 | Musée du Louvre                      | Paris         | carré | 4e gauche  | 378   |        |
| Eustache Le Sueur                             | Conférence de saint Bruno avec ses frères |        |        |                                        |                                      |               | | 2e gauche  | 305   |        |
| Eustache Le Sueur                             | Descente de croix |        |        |                                        |                                      |               | carré | 7e gauche  | 456   |        |
| Eustache Le Sueur                             | Ganymède enlevé par Jupiter | 127    | 108    | « 000PE001790 », notice no 000PE001790 | Musée du Louvre                      | Paris         | | 10e droite | 150   |        |
| Eustache Le Sueur                             | La Cène |        |        |                                        |                                      |               | | 6e gauche  | 421   |        |
| Eustache Le Sueur                             | La Madeleine aux pieds de Jésus-Christ |        |        |                                        |                                      |               | | 9e gauche  | 519   |        |
| Eustache Le Sueur                             | La Naissance de l'Amour | 182    | 125    | « 000PE001783 », notice no 000PE001783 | Musée du Louvre                      | Paris         | | 12e droite | 162   |        |
| Eustache Le Sueur                             | L'Amour dominant sur l'élément de l'eau |        |        |                                        |                                      |               | ovale | 2e droite  | 21    |        |
| Eustache Le Sueur                             | L'Amour ordonne à Mercure d'annoncer son pouvoir à l'univers | 100    | 250    | « 000PE001785 », notice no 000PE001785 | Musée du Louvre                      | Paris         | | 5e gauche  | 404   |        |
| Eustache Le Sueur                             | L'Amour reçoit l'hommage de Diane, d'Apollon et de Mercure | 98     | 197    | « 000PE001788 », notice no 000PE001788 | Musée du Louvre                      | Paris         | | 14e droite | 196   |        |
| Eustache Le Sueur                             | L'Amour, réprimandé par sa mère, se refugie dans les bras de Cérès | 97     | 250    | « 000PE001789 », notice no 000PE001789 | Musée du Louvre                      | Paris         | | 5e gauche  | 391   |        |
| Eustache Le Sueur                             | Melpomène, Érato et Polymnie | 130    | 138    | « 000PE001808 », notice no 000PE001808 | Musée du Louvre                      | Paris         | carré | 4e gauche  | 363   |        |
| Eustache Le Sueur                             | Mort de saint Bruno le 6 octobre 1101 | 193    | 130    | « 000PE001800 », notice no 000PE001800 | Musée du Louvre                      | Paris         | | 2e gauche  | 319   |        |
| Eustache Le Sueur                             | Résurrection du compagnon de saint Bruno |        |        |                                        |                                      |               | | 2e gauche  | 297   |        |
| Eustache Le Sueur                             | Saint Bruno assiste au sermon de Raymond Diocres | 193    | 130    | « 000PE001770 », notice no 000PE001770 | Musée du Louvre                      | Paris         | | 3e gauche  | 353   |        |
| Eustache Le Sueur                             | Saint Bruno et ses compagnons, avant de partir pour Grenoble, distribuent tous leurs biens aux pauvres                                                                            | 193    | 130    | « 000PE001807 », notice no 000PE001807 | Musée du Louvre                      | Paris         | | 2e gauche  | 328   |        |
| Eustache Le Sueur                             | Saint Bruno reçoit un message du pape | 193    | 130    | « 000PE001795 », notice no 000PE001795 | Musée du Louvre                      | Paris         | | 9e gauche  | 531   |        |
| Eustache Le Sueur                             | Songe de saint Bruno | 193    | 130    | « 000PE001804 », notice no 000PE001804 | Musée du Louvre                      | Paris         | | 3e gauche  | 341   |        |
| Eustache Le Sueur                             | Terpsichore | 116    | 74     | « 000PE001806 », notice no 000PE001806 | Musée du Louvre                      | Paris         | ovale | 2e droite  | 18    |        |
| Eustache Le Sueur                             | Un Christ à la colonne |        |        |                                        |                                      |               | | 1re gauche | 293   |        |
| Eustache Le Sueur                             | Un Consistoire |        |        |                                        |                                      |               | | 9e gauche  | 522   |        |
| Eustache Le Sueur                             | Uranie | 116    | 74     | « 000PE001779 », notice no 000PE001779 | Musée du Louvre                      | Paris         | ovale | 2e droite  | 23    |        |
| Eustache Le Sueur                             | Vénus présente l'Amour à Jupiter | 97     | 197    | « 000PE001791 », notice no 000PE001791 | Musée du Louvre                      | Paris         | | 14e droite | 188   |        |
| Frères de Limbourg                            | La Sainte-Famille avec saint Joachim |        |        |                                        |                                      |               | | 15e droite | 213   |        |
| Frères de Limbourg                            | L'Âge d'or |        |        |                                        |                                      |               | | 3e gauche  | 343   |        |
| Jan Lievens                                   | La Visitation de la Vierge |        |        |                                        |                                      |               | | 6e gauche  | 422   |        |
| Nicolas Loir                                  | Reine s'adressant à des soldats | 141    | 158    | « 000PE001865 », notice no 000PE001865 | Musée du Louvre                      | Paris         | anciennement attribué à François Verdier | 1re gauche | 274   |        |
| Lorenzo Lotto                                 | Le Christ et la femme adultère | 124    | 156    | « 000PE025629 », notice no 000PE025629 | Musée du Louvre                      | Paris         | | 2e droite  | 17    |        |
| Benedetto Luti                                | La Madeleine en méditation devant un crucifix | 167    | 126    | « 000PE025647 », notice no 000PE025647 | Musée du Louvre                      | Paris         | anciennement attribué à Paduanini | 15e droite | 212   |        |
| Benedetto Luti                                | La Madeleine en méditation devant un crucifix | 167    | 126    | « 000PE025647 », notice no 000PE025647 | Musée du Louvre                      | Paris         | | 9e droite  | 134   |        |
| Bartolomeo Manfredi                           | Buveurs |        |        |                                        |                                      |               | | 8e droite  | 114   |        |
| Bartolomeo Manfredi                           | Jésus chassant les vendeurs du Temple |        |        |                                        |                                      |               | | 5e gauche  | 403   |        |
| Carlo Maratta                                 | L'Adoration des bergers |        |        |                                        | Œuvre détruite                       |               | carré | 2e gauche  | 329   |        |
| Carlo Maratta                                 | Le Mariage de sainte Catherine |        |        |                                        |                                      |               | anciennement attribué à Pierre de Cortone | 6e gauche  | 430   |        |
| Carlo Maratta                                 | Prédication de saint Jean dans le désert |        |        |                                        |                                      |               | | 2e gauche  | 298   |        |
| Gabriel Metsu                                 | L'Apothicaire | 27     | 23,5   | « 000PE003652 », notice no 000PE003652 | Musée du Louvre                      | Paris         | anciennement attribué à Frans van Mieris l'Ancien | 8e gauche  | 486   |        |
| Gabriel Metsu                                 | Le Marché aux herbes d'Amsterdam | 97     | 84,5   | « 000PE003649 », notice no 000PE003649 | Musée du Louvre                      | Paris         | | 11e droite | 154   |        |
| Gabriel Metsu                                 | Un militaire recevant une jeune dame | 64,5   | 47,5   | « 000PE003650 », notice no 000PE003650 | Musée du Louvre                      | Paris         | | 9e droite  | 128   |        |
| Adam François van der Meulen                  | Arrivée de Louis XIV au camp devant Maestricht (juin 1673) | 230    | 332    | « 000PE002820 », notice no 000PE002820 | Musée du Louvre                      | Paris         | | 14e droite | 189   |        |
| Adam François van der Meulen                  | Convoi militaire | 19     | 27     | « 000PE002810 », notice no 000PE002810 | Musée du Louvre                      | Paris         | ovale | 16e droite | 222   |        |
| Adam François van der Meulen                  | Guerriers se disposant à passer une rivière |        |        |                                        |                                      |               | | 2e gauche  | 313   |        |
| Adam François van der Meulen                  | Marche d'armée |        |        |                                        |                                      |               | carré | 5e gauche  | 392   |        |
| Adam François van der Meulen                  | Marche d'armée |        |        |                                        |                                      |               | | 17e droite | 237   |        |
| Adam François van der Meulen                  | Paysage avec des cavaliers |        |        |                                        |                                      |               | ovale | 16e droite | 220   |        |
| Adam François van der Meulen                  | Siège de Lille |        |        |                                        |                                      |               | | 9e droite  | 126   |        |
| Adam François van der Meulen                  | Siège d'une ville en hiver |        |        |                                        |                                      |               | carré | 5e gauche  | 401   |        |
| Adam François van der Meulen                  | Une bataille |        |        |                                        |                                      |               | | 1re gauche | 267   |        |
| Adam François van der Meulen                  | Une chasse au cerf |        |        |                                        |                                      |               | | 10e droite | 145   |        |
| Jan Miel                                      | La Dinée des voyageurs | 39     | 51,5   | « 000PE003396 », notice no 000PE003396 | Musée du Louvre                      | Paris         | ovale | 3e droite  | 34    |        |
| Jan Miel                                      | La Halte militaire | 40     | 52     | « 000PE003395 », notice no 000PE003395 | Musée du Louvre                      | Paris         | ovale | 3e droite  | 38    |        |
| Frans van Mieris l'Ancien                     | Portrait d'homme avec son chien |        |        |                                        |                                      |               | | 5e droite  | 59    |        |
| Willem van Mieris                             | Le Marchand de gibier | 31     | 26,5   | « 000PE003666 », notice no 000PE003666 | Musée du Louvre                      | Paris         | anciennement attribué à Gérard Dou | 5e droite  | 64    |        |
| Willem van Mieris                             | Les Bulles de savon | 32     | 26,5   | « 000PE003665 », notice no 000PE003665 | Musée du Louvre                      | Paris         | anciennement attribué à Gérard Dou | 5e droite  | 58    |        |
| Pierre Mignard                                | La Foi |        |        |                                        |                                      |               | | 8e gauche  | 485   |        |
| Pierre Mignard                                | La Vierge à la grappe | 121    | 94     | « 000PE002006 », notice no 000PE002006 | Musée du Louvre                      | Paris         | | 9e gauche  | 528   |        |
| Pierre Mignard                                | La Vierge et le Christ mort |        |        |                                        |                                      |               | | 7e gauche  | 460   |        |
| Pierre Mignard                                | La Vierge, Jésus et saint Jean |        |        |                                        |                                      |               | | 2e gauche  | 321   |        |
| Pierre Mignard                                | L'Espérance |        |        |                                        |                                      |               | | 8e gauche  | 504   |        |
| Pierre Mignard                                | Sainte Cécile chantant les louanges du Seigneur | 74     | 56     | « 000PE002004 », notice no 000PE002004 | Musée du Louvre                      | Paris         | | 1re droite | 11    |        |
| Abraham Mignon                                | Le Nid de pinsons | 82     | 100    | « 00000081508 », notice no 00000081508 | Musée du Louvre                      | Paris         | | 2e gauche  | 331   |        |
| Pier Francesco Mola                           | Herminie gardant ses troupeaux grave sur un arbre le nom de Tancrède | 71     | 94     | « 000PE026884 », notice no 000PE026884 | Musée du Louvre                      | Paris         | | 8e droite  | 109   |        |
| Pier Francesco Mola                           | Herminie secourant Tancrède |        |        |                                        |                                      |               | | 8e droite  | 96    |        |
| Pier Francesco Mola                           | La vision de saint Bruno | 94     | 70     | « 000PE026883 », notice no 000PE026883 | Musée du Louvre                      | Paris         | | 1re droite | 10    |        |
| Antonio Moro                                  | Portrait d'homme |        |        |                                        |                                      |               | | 7e gauche  | 444   |        |
| Antonio Moro                                  | Un portrait d'homme |        |        |                                        |                                      |               | | 9e droite  | 135   |        |
| Frederik de Moucheron                         | Le Départ pour la chasse | 79     | 65,5   | « 000PE003675 », notice no 000PE003675 | Musée du Louvre                      | Paris         | | 8e gauche  | 483   |        |
| Bartolomé Esteban Murillo                     | La Vierge de Séville | 240    | 190    | « 000PE022894 », notice no 000PE022894 | Musée du Louvre                      | Paris         | | 7e droite  | 90    |        |
| Bartolomé Esteban Murillo                     | Le Christ à la colonne | 33,7   | 30,7   | « 000PE022896 », notice no 000PE022896 | Musée du Louvre                      | Paris         | | 9e droite  | 123   |        |
| Bartolomé Esteban Murillo                     | Le Christ au jardin des oliviers | 35,7   | 26,3   | « 000PE022895 », notice no 000PE022895 | Musée du Louvre                      | Paris         | | 9e droite  | 129   |        |
| Bartolomé Esteban Murillo                     | Le Jeune Mendiant | 134    | 100    | « 000PE022897 », notice no 000PE022897 | Musée du Louvre                      | Paris         | | 3e gauche  | 356   |        |
| Bartolomé Esteban Murillo                     | Une femme avec un enfant tenant un chapelet |        |        |                                        |                                      |               | | 9e droite  | 118   |        |
| Philippe Napolitain                           | Paysage, marine et soldats |        |        |                                        |                                      |               | anciennement attribué à Salvator Rosa | 8e gauche  | 474   |        |
| Pieter Neefs                                  | Saint Pierre délivré de prison | 48,5   | 64,5   | « 000PE003406 », notice no 000PE003406 | Musée du Louvre                      | Paris         | | 7e gauche  | 453   |        |
| Caspar Netscher                               | Vénus pleurant Adonis transformé en anémone | 41     | 33     | « 000PE003681 », notice no 000PE003681 | Musée du Louvre                      | Paris         | | 8e gauche  | 511   |        |
| Adriaen van Ostade                            | Intérieur de chaumière | 34,5   | 44     | « 000PE008486 », notice no 000PE008486 | Musée du Louvre                      | Paris         | | 8e droite  | 93    |        |
| Adriaen van Ostade                            | Le Maître d'école | 40     | 32,5   | « 000PE008484 », notice no 000PE008484 | Musée du Louvre                      | Paris         | | 1re gauche | 279   |        |
| Adriaen van Ostade                            | Portrait de famille | 70     | 88     | « 000PE008483 », notice no 000PE008483 | Musée du Louvre                      | Paris         | | 8e gauche  | 482   |        |
| Isaac van Ostade                              | Canal gelé avec couple patinant | 101    | 149,5  | « 000PE008503 », notice no 000PE008503 | Musée du Louvre                      | Paris         | | 11e droite | 155   |        |
| Palma le Vieux                                | Un Christ que l'on met au tombeau |        |        |                                        |                                      |               | | 13e droite | 180   |        |
| Giovanni Paolo Panini                         | Festin donné sous un portique d'ordre ionique | 212,5  | 212,5  | « 000PE026912 », notice no 000PE026912 | Musée du Louvre                      | Paris         | circulaire | 13e droite | 178   |        |
| Giovanni Paolo Panini                         | La Prédication d'un apôtre dans des ruines d'architecture d'ordre dorique | 171    | 245    | « 000PE026915 », notice no 000PE026915 | Musée du Louvre                      | Paris         | | 1re gauche | 294   |        |
| Giovanni Paolo Panini                         | Un concert avec fond d'architecture |        |        |                                        |                                      |               | | 5e gauche  | 396   |        |
| Giovanni Paolo Panini                         | Un festin avec fond d'architecture |        |        |                                        |                                      |               | | 5e gauche  | 397   |        |
| Parmigianino                                  | Une Sainte- Famille |        |        |                                        |                                      |               | circulaire | 5e gauche  | 393   |        |
| Joseph Parrocel                               | Une bataille |        |        |                                        |                                      |               | | 3e gauche  | 354   |        |
| Pierre Patel                                  | Paysage avec architecture |        |        |                                        |                                      |               | | 3e gauche  | 337   |        |
| Pierre Patel                                  | Paysage composé ; Le Voyageur | 78     | 38     | « 000PE002142 », notice no 000PE002142 | Musée du Louvre                      | Paris         | ovale | 16e droite | 223   |        |
| Pierre Patel                                  | Paysage composé avec ruines antiques | 73     | 150    | « 000PE002141 », notice no 000PE002141 | Musée du Louvre                      | Paris         | ovale | 9e droite  | 137   |        |
| Pierre Patel                                  | Un hiver |        |        |                                        |                                      |               | | 3e gauche  | 338   |        |
| Pierre Patel                                  | Un paysage avec architecture |        |        |                                        |                                      |               | | 3e gauche  | 357   |        |
| Pierre Patel                                  | Un paysage avec figures et animaux |        |        |                                        |                                      |               | | 5e gauche  | 387   |        |
| Pierre Patel                                  | Un paysage orné d'architecture |        |        |                                        |                                      |               | | Fond       | 252   |        |
| Pierre Patel                                  | Un paysage, soleil couchant |        |        |                                        |                                      |               | | Fond       | 242   |        |
| Pierre Patel                                  | Un paysage, soleil levant |        |        |                                        |                                      |               | | Fond       | 250   |        |
| Pierre Patel                                  | Un soleil couchant |        |        |                                        |                                      |               | | 3e gauche  | 358   |        |
| François Perrier                              | Vénus versant le dictame sur la blessure d'Énée | 160    | 217    | « 000PE027013 », notice no 000PE027013 | Musée du Louvre                      | Paris         | anciennement attribué à Giovanni Francesco Romanelli | 2e gauche  | 327   |        |
| Le Pérugin                                    | Portrait d'homme |        |        |                                        |                                      |               | | 8e droite  | 100   |        |
| Sebastiano del Piombo                         | La Vierge et l'enfant Jésus entourés d'anges |        |        |                                        |                                      |               | | 7e droite  | 89    |        |
| Cornelis Van Poelenburgh                      | Jésus chez Marthe et Marie | 68,5   | 105    | « 000PE008840 », notice no 000PE008840 | Musée du Louvre                      | Paris         | anciennement attribué à Pieter Steenwijck | 12e droite | 170   |        |
| Charles Poerson                               | Ex-voto à saint Charles-Borromée |        |        |                                        |                                      |               | anciennement attribué à Eustache Le Sueur | 2e gauche  | 304   |        |
| Paulus Potter                                 | La Prairie | 84     | 121    | « 000PE008542 », notice no 000PE008542 | Musée du Louvre                      | Paris         | | 11e droite | 153   |        |
| Frans Pourbus le Jeune                        | Saint François d'Assise en extase | 227    | 162    | « 000PE008751 », notice no 000PE008751 | Musée du Louvre                      | Paris         | | 8e gauche  | 477   |        |
| Frans Pourbus le Jeune                        | Le Chancelier du Vair |        |        |                                        |                                      |               | | Fond       | 254   |        |
| Nicolas Poussin                               | Adam et Ève dans le Paradis terrestre | 118    | 160    | « 000PE002208 », notice no 000PE002208 | Musée du Louvre                      | Paris         | | 8e gauche  | 515   |        |
| Nicolas Poussin                               | L'Apparition de la Vierge à saint Jacques le Majeur | 301    | 242    | « 000PE002197 », notice no 000PE002197 | Musée du Louvre                      | Paris         | | 1re droite | 8     |        |
| Nicolas Poussin                               | Diogène jetant son écuelle | 160    | 221    | « 000PE002222 », notice no 000PE002222 | Musée du Louvre                      | Paris         | | 5e droite  | 65    |        |
| Nicolas Poussin                               | Éliézer et Rébecca | 118    | 199    | « 000PE002215 », notice no 000PE002215 | Musée du Louvre                      | Paris         | | 7e gauche  | 452   |        |
| Nicolas Poussin                               | Josué et Caleb portant la grappe de raisin | 118    | 160    | « 000PE002211 », notice no 000PE002211 | Musée du Louvre                      | Paris         | | 8e gauche  | 476   |        |
| Nicolas Poussin                               | La Femme adultère | 121    | 195    | « 000PE002212 », notice no 000PE002212 | Musée du Louvre                      | Paris         | | 2e gauche  | 322   |        |
| Nicolas Poussin                               | La Mort de Saphire | 122    | 199    | « 000PE002202 », notice no 000PE002202 | Musée du Louvre                      | Paris         | | 7e gauche  | 459   |        |
| Nicolas Poussin                               | La Peste d'Asdod | 148    | 198    | « 000PE002228 », notice no 000PE002228 | Musée du Louvre                      | Paris         | | 1re droite | 13    |        |
| Nicolas Poussin                               | La Sainte Famille avec saint Jean, sainte Élisabeth et saint Joseph priant | 68     | 51     | « 000PE002214 », notice no 000PE002214 | Musée du Louvre                      | Paris         | | 7e gauche  | 464   |        |
| Nicolas Poussin                               | L'Adoration des Mages |        |        |                                        |                                      |               | | 3e gauche  | 340   |        |
| Nicolas Poussin                               | L'Assomption de la Vierge | 57     | 40     | « 000PE002192 », notice no 000PE002192 | Musée du Louvre                      | Paris         | | 7e droite  | 86    |        |
| Nicolas Poussin                               | Le Jugement de Salomon | 101    | 150    | « 000PE002210 », notice no 000PE002210 | Musée du Louvre                      | Paris         | | 2e droite  | 25    |        |
| Nicolas Poussin                               | Le Ravissement de saint Paul | 148    | 120    | « 000PE002196 », notice no 000PE002196 | Musée du Louvre                      | Paris         | | 12e droite | 163   |        |
| Nicolas Poussin                               | Le Temps soustrait la Vérité aux atteintes de l'Envie et de la Discorde | 297    | 297    | « 000PE002207 », notice no 000PE002207 | Musée du Louvre                      | Paris         | circulaire | 7e gauche  | 455   |        |
| Nicolas Poussin                               | Le Triomphe de Flore | 165    | 241    | « 000PE002204 », notice no 000PE002204 | Musée du Louvre                      | Paris         | | 6e gauche  | 433   |        |
| Nicolas Poussin                               | L'Enfance de Bacchus | 97     | 136    | « 000PE002229 », notice no 000PE002229 | Musée du Louvre                      | Paris         | | 2e droite  | 15    |        |
| Nicolas Poussin                               | L'Enlevement des Sabines | 159    | 206    | « 000PE002213 », notice no 000PE002213 | Musée du Louvre                      | Paris         | | 5e droite  | 55    |        |
| Nicolas Poussin                               | Les Israélites recueillant la manne dans le desert | 149    | 200    | « 000PE002227 », notice no 000PE002227 | Musée du Louvre                      | Paris         | | 1re droite | 1     |        |
| Nicolas Poussin                               | L'Été | 118    | 160    | « 000PE002223 », notice no 000PE002223 | Musée du Louvre                      | Paris         | | 8e gauche  | 500   |        |
| Nicolas Poussin                               | L'Hiver | 118    | 160    | « 000PE002217 », notice no 000PE002217 | Musée du Louvre                      | Paris         | | 8e gauche  | 489   |        |
| Nicolas Poussin                               | Mars et Rhéa Sylvia |        |        | « 00000106431 », notice no 00000106431 |                                      |               | | 15e droite | 198   |        |
| Nicolas Poussin                               | Moïse changeant en serpent la verge d'Aaron | 92     | 128    | « 000PE002200 », notice no 000PE002200 | Musée du Louvre                      | Paris         | | 14e droite | 186   |        |
| Nicolas Poussin                               | Moïse enfant foulant aux pieds la couronne de Pharaon | 92     | 128    | « 000PE002191 », notice no 000PE002191 | Musée du Louvre                      | Paris         | | 14e droite | 193   |        |
| Nicolas Poussin                               | Moïse sauvé des eaux | 93,5   | 121    | « 000PE002225 », notice no 000PE002225 | Musée du Louvre                      | Paris         | | 2e gauche  | 308   |        |
| Nicolas Poussin                               | Saint Francois-Xavier rappelant à la vie la fille d'un habitant de Cangoxima, au Japon                                                                                            | 444    | 234    | « 000PE002201 », notice no 000PE002201 | Musée du Louvre                      | Paris         | | 5e droite  | 57    |        |
| Nicolas Poussin                               | Vénus pleurant Adonis | 57     | 128    | « 000PE024945 », notice no 000PE024945 | Musée des beaux-arts de Caen         | Caen          | | 9e droite  | 125   |        |
| Adam Pynacker                                 | L'Auberge ; vue d'Italie | 80     | 78     | « 000PE008547 », notice no 000PE008547 | Musée du Louvre                      | Paris         | | 8e gauche  | 510   |        |
| Adam Pynacker                                 | Une marine |        |        |                                        |                                      |               | | 7e droite  | 87    |        |
| Raphaël                                       | Baldassare Castiglione | 82     | 67     | « 000PE026977 », notice no 000PE026977 | Musée du Louvre                      | Paris         | | 9e droite  | 119   |        |
| Raphaël                                       | Jeanne d'Aragon Depuis 1997, Michael Fritz a établi que c'était le portrait de Doña Isabel de Requesens y Enríquez de Cardona-Anglesola (1498-1534), femme du vice-roi de Naples. | 120    | 95     | « 000PE026978 », notice no 000PE026978 | Musée du Louvre                      | Paris         | Giorgio Vasari a écrit que Giulio Romano, travaillant alors dans l'atelier de Raphaël, a peint le tableau, sauf le visage qui peut avoir été peint par Raphaël. | 2e gauche  | 311   |        |
| Raphaël                                       | La Grande Sainte Famille de François Ier | 207    | 140    | « 000PE026972 », notice no 000PE026972 | Musée du Louvre                      | Paris         | | 13e droite | 182   |        |
| Raphaël                                       | La Vierge à l'Enfant avec le petit saint Jean-Baptiste | 122    | 80     | « 000PE026970 », notice no 000PE026970 | Musée du Louvre                      | Paris         | cintré | 14e droite | 183   |        |
| Raphaël                                       | La Vierge et l'enfant Jésus dormant, le petit saint Jean en adoration |        |        |                                        |                                      |               | | 1re gauche | 280   |        |
| Raphaël                                       | Le Grand Saint Michel | 26,8   | 160    | « 000PE026976 », notice no 000PE026976 | Musée du Louvre                      | Paris         | | 9e droite  | 124   |        |
| Raphaël                                       | Portrait de l'artiste avec un ami Autoportrait avec Giulio Romano | 99     | 83     | « 000PE026979 », notice no 000PE026979 | Musée du Louvre                      | Paris         | | 6e gauche  | 436   |        |
| Raphaël                                       | Portrait d'homme vêtu de noir | 68     | 57,5   | « 50130000415 », notice no 50130000415 | Château de Fontainebleau             | Fontainebleau | | 4e gauche  | 379   |        |
| Raphaël                                       | Portrait d'un jeune homme |        |        |                                        |                                      |               | | 7e gauche  | 467   |        |
| Raphaël                                       | Saint Georges luttant avec le Dragon | 29,4   | 25,5   | « 000PE026975 », notice no 000PE026975 | Musée du Louvre                      | Paris         | | 9e droite  | 131   |        |
| Rembrandt                                     | Autoportrait |        |        |                                        |                                      |               | | 8e gauche  | 507   |        |
| Rembrandt                                     | Famille hollandaise dans un intérieur |        |        |                                        |                                      |               | | 1re gauche | 290   |        |
| Rembrandt                                     | L'Archange Raphaël quittant la famille de Tobie | 66     | 52     | « 000PE008552 », notice no 000PE008552 | Musée du Louvre                      | Paris         | | 1re gauche | 272   |        |
| Rembrandt                                     | Le Bon Samaritain | 114    | 135    | « 000PE008553 », notice no 000PE008553 | Musée du Louvre                      | Paris         | | 9e droite  | 116   |        |
| Rembrandt                                     | Les pèlerins d'Emmaüs | 68     | 65     | « 000PE008555 », notice no 000PE008555 | Musée du Louvre                      | Paris         | | 1re gauche | 288   |        |
| Rembrandt                                     | Philosophe en méditation | 28     | 34     | « 000PE008556 », notice no 000PE008556 | Musée du Louvre                      | Paris         | | 5e droite  | 60    |        |
| Rembrandt                                     | Autoportrait à la toque sur fond d'architecture | 80     | 62     | « 000PE008561 », notice no 000PE008561 | Musée du Louvre                      | Paris         | ovale | 15e droite | 197   |        |
| Rembrandt                                     | Tête de femme |        |        |                                        |                                      |               | | 9e droite  | 132   |        |
| Rembrandt                                     | Un philosophe lisant |        |        |                                        |                                      |               | | 5e droite  | 62    |        |
| Guido Reni                                    | David vainqueur de Goliath | 220    | 145    | « 000PE026991 », notice no 000PE026991 | Musée du Louvre                      | Paris         | | 4e droite  | 44    |        |
| Guido Reni                                    | Déjanire enlevée par le centaure Nessus | 239    | 193    | « 000PE027000 », notice no 000PE027000 | Musée du Louvre                      | Paris         | | 5e droite  | 66    |        |
| Guido Reni                                    | Hercule luttant avec Acheloüs | 261    | 192    | « 000PE026999 », notice no 000PE026999 | Musée du Louvre                      | Paris         | | 5e droite  | 56    |        |
| Guido Reni                                    | Hercule sur le bûcher | 260    | 192    | « 000PE027001 », notice no 000PE027001 | Musée du Louvre                      | Paris         | | 3e droite  | 40    |        |
| Guido Reni                                    | Hercule terrassant l'hydre de Lerne | 260    | 192    | « 000PE026998 », notice no 000PE026998 | Musée du Louvre                      | Paris         | | 3e droite  | 29    |        |
| Guido Reni                                    | Jésus au jardin des Oliviers |        |        |                                        |                                      |               | | 10e droite | 138   |        |
| Guido Reni                                    | Jésus embrassant saint Jean |        |        |                                        |                                      |               | | 8e gauche  | 514   |        |
| Guido Reni                                    | La Charité romaine |        |        |                                        |                                      |               | | 9e gauche  | 521   |        |
| Guido Reni                                    | La Fuite en Égypte |        |        |                                        |                                      |               | | 4e gauche  | 376   |        |
| Guido Reni                                    | La Madeleine dans le désert |        |        |                                        |                                      |               | | 9e gauche  | 520   |        |
| Guido Reni                                    | L'Annonciation | 319    | 221    | « 000PE026992 », notice no 000PE026992 | Musée du Louvre                      | Paris         | | 15e droite | 215.5 |        |
| Guido Reni                                    | Le Mariage de sainte Catherine |        |        |                                        |                                      |               | ovale ; anciennement attribué à Pesaro | Fond       | 247   |        |
| Guido Reni                                    | Saint Jean-Baptiste |        |        |                                        |                                      |               | | 10e droite | 139   |        |
| Guido Reni                                    | Saint Sébastien | 170    | 132    | « 000PE026996 », notice no 000PE026996 | Musée du Louvre                      | Paris         | | 14e droite | 185   |        |
| Guido Reni                                    | Sainte Madeleine | 66     | 57     | « 000PE009026 », notice no 000PE009026 | Château de Versailles                | Versailles    | | 15e droite | 215   |        |
| Guido Reni                                    | Sainte-Famille |        |        |                                        |                                      |               | | 9e droite  | 130   |        |
| Guido Reni                                    | Tête de Christ |        |        |                                        |                                      |               | | 8e droite  | 95    |        |
| Guido Reni                                    | Une Sybille |        |        |                                        |                                      |               | | 7e droite  | 81    |        |
| Guido Reni                                    | Vierge cousant |        |        |                                        | Œuvre disparue                       |               | | 5e droite  | 63    |        |
| Jean Ier Restout                              | Ananie imposant les mains à saint Paul | 99     | 80     | « 000PE002335 », notice no 000PE002335 | Musée du Louvre                      | Paris         | | 8e droite  | 98    |        |
| José de Ribera                                | Saint Paul |        |        |                                        |                                      |               | | 1re droite | 3     |        |
| José de Ribera                                | Saint Pierre |        |        |                                        |                                      |               | | 1re droite | 9     |        |
| José de Ribera                                | Un buveur |        |        |                                        |                                      |               | | 2e gauche  | 310   |        |
| José de Ribera                                | Un soldat appuyé sur sa lance |        |        |                                        |                                      |               | | 2e gauche  | 317   |        |
| Sebastiano Ricci                              | Jupiter sous la forme de Diane auprès de Callisto |        |        |                                        |                                      |               | ovale ; anciennement attribué à Carlo Cignani | Fond       | 248   |        |
| Sebastiano Ricci                              | La Continence de Scipion |        |        |                                        |                                      |               | | 1re gauche | 287   |        |
| Sebastiano Ricci                              | Polyxène sacrifiée aux mânes d'Achille | 55,5   | 96,5   | « 000PE026957 », notice no 000PE026957 | Musée du Louvre                      | Paris         | | 1re gauche | 269   |        |
| Hyacinthe Rigaud                              | La Présentation au temple | 83     | 68     | « 000PE002383 », notice no 000PE002383 | Musée du Louvre                      | Paris         | | 17e droite | 233   |        |
| Giovanni Francesco Romanelli                  | Une Sainte-Famille |        |        |                                        |                                      |               | | 4e gauche  | 377   |        |
| Giulio Romano                                 | La Circoncision | 115    | 122    | « 000PE027372 », notice no 000PE027372 | Musée du Louvre                      | Paris         | | 12e droite | 167   |        |
| Salvator Rosa                                 | Bataille héroique | 214    | 351    | « 000PE027018 », notice no 000PE027018 | Musée du Louvre                      | Paris         | | 4e droite  | 48    |        |
| Pierre Paul Rubens                            | Allégorie sur la fécondité |        |        |                                        |                                      |               | | 2e gauche  | 312   |        |
| Pierre Paul Rubens                            | Diogéne tenant une lanterne cherchant un homme |        |        |                                        |                                      |               | | 10e droite | 144   |        |
| Pierre Paul Rubens                            | Hélène Fourment et ses enfants | 115    | 85     | « 000PE008788 », notice no 000PE008788 | Musée du Louvre                      | Paris         | | 2e gauche  | 296   |        |
| Pierre Paul Rubens                            | Jésus en croix, la Vierge, saint Jean et la Madeleine |        |        |                                        |                                      |               | | 3e droite  | 30    |        |
| Pierre Paul Rubens                            | La Famille de Loth quittant Sodome | 74     | 118    | « 000PE008758 », notice no 000PE008758 | Musée du Louvre                      | Paris         | | 8e gauche  | 494   |        |
| Pierre Paul Rubens                            | La Kermesse | 149    | 261    | « 000PE008790 », notice no 000PE008790 | Musée du Louvre                      | Paris         | | 4e gauche  | 372   |        |
| Pierre Paul Rubens                            | La Vierge aux anges | 138    | 100    | « 000PE008760 », notice no 000PE008760 | Musée du Louvre                      | Paris         | | 2e gauche  | 332   |        |
| Pierre Paul Rubens                            | Le Martyre de saint Livens, évêque de Gand |        |        |                                        |                                      |               | | Fond       | 245   |        |
| Pierre Paul Rubens                            | Paysage ; l'arc-en-ciel |        |        |                                        |                                      |               | | 3e droite  | 39    |        |
| Pierre Paul Rubens                            | Portrait d'une dame de Boonen |        |        |                                        |                                      |               | | 1re gauche | 281   |        |
| Pierre Paul Rubens                            | Tableau allégorique |        |        |                                        |                                      |               | | 8e gauche  | 495   |        |
| Jacob van Ruisdael                            | La Tempête | 110    | 160    | « 000PE008586 », notice no 000PE008586 | Musée du Louvre                      | Paris         | | 16e droite | 221   |        |
| Jacob van Ruisdael                            | Un paysage |        |        |                                        |                                      |               | | 8e gauche  | 493   |        |
| Jacob van Ruisdael                            | Un paysage ; effet de soleil après la pluie |        |        |                                        |                                      |               | | 7e gauche  | 466   |        |
| Francesco Salviati                            | Adam et Ève chassés du Paradis terrestre |        |        |                                        |                                      |               | | 10e droite | 151   |        |
| Jean-Baptiste Santerre                        | La Madeleine |        |        |                                        |                                      |               | | 4e droite  | 45    |        |
| Andrea del Sarto                              | La Charité | 185    | 137    | « 000PE024656 », notice no 000PE024656 | Musée du Louvre                      | Paris         | | 11e droite | 157   |        |
| Andrea del Sarto                              | La Vierge, l'enfant Jésus, sainte Catherine et saint Jean |        |        |                                        |                                      |               | anciennement attribué à Camillo Procaccini | 13e droite | 176   |        |
| Andrea del Sarto                              | La Vierge, l'enfant Jésus, sainte Élisabeth et le petit saint Jean | 106    | 87     | « 000PE024637 », notice no 000PE024637 | Musée du Louvre                      | Paris         | ovale | 8e gauche  | 505   |        |
| Andrea del Sarto                              | Une Sainte-Famille |        |        |                                        |                                      |               | | 6e gauche  | 437   |        |
| Godfried Schalken                             | Couple éclairé par une bougie | 20     | 14     | « 000PE008610 », notice no 000PE008610 | Musée du Louvre                      | Paris         | | 8e gauche  | 513   |        |
| Bartolomeo Schedoni                           | Le Christ porté au tombeau |        |        |                                        |                                      |               | | 1re gauche | 277   |        |
| Gerard Seghers                                | L'Adoration des Mages |        |        |                                        |                                      |               | | 4e gauche  | 367   |        |
| Gerard Seghers                                | Saint Mathieu |        |        |                                        |                                      |               | | 17e droite | 239   |        |
| Christian Seybold                             | Portrait d'homme en bonnet gris |        |        |                                        |                                      |               | | 7e gauche  | 468   |        |
| Pieter Cornelisz van Slingelandt              | Johannes Meerman, bourgmestre de Leyde, et sa famille | 53     | 44,5   | « 000PE008615 », notice no 000PE008615 | Musée du Louvre                      | Paris         | | 5e gauche  | 394   |        |
| Frans Snyders                                 | Intérieur d'office | 238,8  | 227,2  | « 000PE024921 », notice no 000PE024921 | Musée des beaux-arts de Caen         | Caen          | | 7e droite  | 82    |        |
| Frans Snyders                                 | Une chasse aux ours |        |        |                                        |                                      |               | | 13e droite | 179   |        |
| Francesco Solimena                            | Adam et Ève dans le Paradis terrestre |        |        |                                        |                                      |               | | 10e droite | 149   |        |
| Francesco Solimena                            | Héliodore chassé du temple | 150    | 200    | « 000PE027073 », notice no 000PE027073 | Musée du Louvre                      | Paris         | | 1re droite | 7     |        |
| Francesco Solimena                            | L'Annonciation |        |        |                                        |                                      |               | anciennement attribué à Luca Giordano | 17e droite | 230   |        |
| Jacques Stella                                | Le Baptême de Jésus |        |        |                                        |                                      |               | | 16e droite | 217   |        |
| Pierre Subleyras                              | La Madeleine aux pieds de Jésus chez le Pharisien |        |        |                                        |                                      |               | | 5e droite  | 61    |        |
| Pierre Subleyras                              | La Messe de saint Basile | 134    | 77     | « 000PE002580 », notice no 000PE002580 | Musée du Louvre                      | Paris         | | 1re gauche | 265   |        |
| Herman Van Swanevelt                          | Paysage |        |        |                                        |                                      |               | | 3e droite  | 31    |        |
| Herman Van Swanevelt                          | Paysage au bac | 76     | 139    | « 000PE008633 », notice no 000PE008633 | Musée du Louvre                      | Paris         | | 9e droite  | 115   |        |
| Herman Van Swanevelt                          | Site d'Italie, soleil couchant | 66     | 97     | « 000PE008632 », notice no 000PE008632 | Musée du Louvre                      | Paris         | | 3e droite  | 33    |        |
| David Teniers le Jeune                        | Chasse au héron avec l'archiduc Léopold-Guillaume | 82     | 120    | « 000PE008859 », notice no 000PE008859 | Musée du Louvre                      | Paris         | | 6e droite  | 70    |        |
| David Teniers le Jeune                        | Le Festin de l'enfant prodigue | 70     | 89     | « 000PE008852 », notice no 000PE008852 | Musée du Louvre                      | Paris         | | 15e droite | 206   |        |
| David Teniers le Jeune                        | Le Reniement de saint Pierre | 37     | 51,5   | « 000PE008851 », notice no 000PE008851 | Musée du Louvre                      | Paris         | | 8e gauche  | 498   |        |
| David Teniers le Jeune                        | Les Sept Œuvres de miséricorde | 56,5   | 77     | « 000PE008853 », notice no 000PE008853 | Musée du Louvre                      | Paris         | | 10e droite | 141   |        |
| David Teniers le Jeune                        | Une taverne |        |        |                                        |                                      |               | | 16e droite | 216   |        |
| Giambattista Tiepolo                          | Une tête d'évêque |        |        |                                        |                                      |               | | 6e gauche  | 415   |        |
| Le Tintoret                                   | La Cène |        |        |                                        |                                      |               | | 9e gauche  | 523   |        |
| Titien                                        | Allégorie d'alphonse d'avalos, marquis del vasto | 123    | 107    | « 000PE027119 », notice no 000PE027119 | Musée du Louvre                      | Paris         | | 2e gauche  | 299   |        |
| Titien                                        | La Mise au tombeau | 148    | 212    | « 000PE027115 », notice no 000PE027115 | Musée du Louvre                      | Paris         | | 7e gauche  | 450   |        |
| Titien                                        | La Vierge au lapin | 71     | 87     | « 000PE027111 », notice no 000PE027111 | Musée du Louvre                      | Paris         | | 2e gauche  | 307   |        |
| Titien                                        | La Vierge avec deux anges |        |        |                                        |                                      |               | | 2e gauche  | 306   |        |
| Titien                                        | La Vierge, Jésus, saint Jean et sainte Agnès |        |        |                                        |                                      |               | | 14e droite | 195   |        |
| Titien                                        | Le Concile de Trente |        |        |                                        |                                      |               | | 3e droite  | 28    |        |
| Titien                                        | Le Souper à Emmaüs | 169    | 244    | « 000PE027113 », notice no 000PE027113 | Musée du Louvre                      | Paris         | | 5e gauche  | 402   |        |
| Titien                                        | Portrait de la maîtresse du Titien |        |        |                                        |                                      |               | | 6e gauche  | 416   |        |
| Titien                                        | Portrait d'homme | 118    | 96     | « 000PE027122 », notice no 000PE027122 | Musée du Louvre                      | Paris         | | 15e droite | 200   |        |
| Titien                                        | Portrait d'homme | 99     | 82,5   | « 000PE027124 », notice no 000PE027124 | Musée du Louvre                      | Paris         | | 9e droite  | 117   |        |
| Titien                                        | Portrait d'homme |        |        |                                        |                                      |               | | 2e gauche  | 318   |        |
| Titien                                        | Saint Jérôme | 80     | 102    | « 000PE027117 », notice no 000PE027117 | Musée du Louvre                      | Paris         | | 4e droite  | 49    |        |
| Titien                                        | Sainte Madeleine | 87     | 64     | « 000PE023473 », notice no 000PE023473 | Musée des beaux-arts de Bordeaux     | Bordeaux      | | 15e droite | 210   |        |
| Pierre Charles Trémolières                    | Vénus caressée par l'Amour |        |        |                                        |                                      |               | | 7e gauche  | 470   |        |
| Pierre Charles Trémolières                    | Vénus et l'Amour |        |        |                                        |                                      |               | | 7e gauche  | 441   |        |
| Alessandro Turchi                             | Le Déluge | 74     | 96     | « 000PE027346 », notice no 000PE027346 | Musée du Louvre                      | Paris         | | 2e gauche  | 320   |        |
| Alessandro Turchi                             | L'Incrédulité de saint Thomas |        |        |                                        |                                      |               | | 8e droite  | 99    |        |
| Jacob van der Ulft                            | Préparatifs d'un triomphe dans une ville antique | 31     | 50     | « 000PE008644 », notice no 000PE008644 | Musée du Louvre                      | Paris         | anciennement attribué à Caspar van Wittel | 17e droite | 226   |        |
| Perin del Vaga                                | Mars, Vénus et l'Amour |        |        |                                        |                                      |               | | 11e droite | 158   |        |
| Valentin de Boulogne                          | Daniel confondant les vieillards accusateurs de Suzanne |        |        |                                        |                                      |               | | 7e gauche  | 462   |        |
| Valentin de Boulogne                          | Judith tenant la tête d'Holopherne |        |        |                                        |                                      |               | | 15e droite | 201   |        |
| Valentin de Boulogne                          | Le Jugement de Salomon |        |        |                                        |                                      |               | | 7e gauche  | 449   |        |
| Otto van Veen                                 | Fête de la paix conclue entre la Hollande et l'archiduc Albert d'Autriche (paysage de Pierre Breugel)                                                                             |        |        |                                        |                                      |               | | 3e droite  | 32    |        |
| Adriaen Van de Velde                          | Noble Équipage cheminant sur la plage de Scheveningen | 37     | 49     | « 000PE008647 », notice no 000PE008647 | Musée du Louvre                      | Paris         | | 8e droite  | 92    |        |
| Adriaen Van de Velde                          | Paysage | 50     | 71,5   | « 000PE008650 », notice no 000PE008650 | Musée du Louvre                      | Paris         | | 2e gauche  | 300   |        |
| Adriaen Van de Velde                          | Paysage avec troupeau et hutte | 39     | 53     | « 000PE008649 », notice no 000PE008649 | Musée du Louvre                      | Paris         | | 1re gauche | 278   |        |
| Adriaen Van de Velde                          | Rivière gelée avec patineurs et joueurs de hoquet | 23     | 30     | « 000PE008652 », notice no 000PE008652 | Musée du Louvre                      | Paris         | | 3e gauche  | 347   |        |
| Adriaen Hendriksz Verboom (en)                | Paysage d'un site agréable |        |        |                                        |                                      |               | anciennement attribué à Salomon Van Ruysdael | 8e gauche  | 496   |        |
| Jan Verkolje                                  | La Sainte Famille | 67     | 49     | « 000PE008609 », notice no 000PE008609 | Musée du Louvre                      | Paris         | anciennement attribué à Godfried Schalken | 7e gauche  | 447   |        |
| Jan Verkolje                                  | Proserpine et ses compagnes cueillant des fleurs |        |        |                                        |                                      |               | | 3e gauche  | 345   |        |
| Claude Joseph Vernet                          | La Pêche du thon |        |        |                                        |                                      |               | | 4e gauche  | 361   |        |
| Claude Joseph Vernet                          | Une marine d'un effet nébuleux |        |        |                                        |                                      |               | | 2e gauche  | 315   |        |
| Claude Joseph Vernet                          | Le Matin | 108    | 147    | « 000PE002871 », notice no 000PE002871 | Palais de l'Élysée                   | Paris         | | 5e gauche  | 406   |        |
| Claude Joseph Vernet                          | Le Midi, une tempête | 115    | 150    | « 000PE002867 », notice no 000PE002867 | Musée du Louvre                      | Paris         | | 5e gauche  | 405   |        |
| Claude Joseph Vernet                          | Le Soir, un torrent | 108    | 148    | « 000PE002868 », notice no 000PE002868 | Musée du Louvre                      | Paris         | | 5e gauche  | 390   |        |
| Claude Joseph Vernet                          | La Nuit, un clair de lune | 108    | 147    | « 000PE002866 », notice no 000PE002866 | Musée du Louvre                      | Paris         | | 5e gauche  | 389   |        |
| Claude Joseph Vernet                          | L'Entrée du port de Marseille | 165    | 263    | « 000PE002864 », notice no 000PE002864 | Musée du Louvre                      | Paris         | Série des vues des ports de France | 4e gauche  | 375   |        |
| Claude Joseph Vernet                          | Intérieur du port de Marseille, vu du pavillon de l'Horloge du Parc | 165    | 263    |                                        | Musée national de la Marine          | Paris         | Série des vues des ports de France | 4e gauche  | 366   |        |
| Claude Joseph Vernet                          | Le Port d'Antibes en Provence, vu du côté de la terre | 165    | 263    |                                        | Musée national de la Marine          | Paris         | Série des vues des ports de France | 3e gauche  | 352   |        |
| Claude Joseph Vernet                          | Première vue de Bayonne prise à mi-côte sur le glacis de la citadelle | 165    | 263    | « 50260001878 », notice no 50260001878 | Musée national de la Marine          | Paris         | Série des vues des ports de France | 5e gauche  | 383   |        |
| Claude Joseph Vernet                          | Deuxième vue de Bayonne, prise de l'allée des Boufflers, près de la porte de Mousserole                                                                                           | 165    | 263    | « 50260001879 », notice no 50260001879 | Musée national de la Marine          | Paris         | Série des vues des ports de France | 6e gauche  | 435   |        |
| Claude Joseph Vernet                          | Vue d'une partie de port et de la ville de Bordeaux, prise du côté des Salinières                                                                                                 | 165    | 263    |                                        | Musée national de la Marine          | Paris         | Série des vues des ports de France | 6e gauche  | 413   |        |
| Claude Joseph Vernet                          | Deuxième vue de Bordeaux : prise du château Trompette | 165    | 263    |                                        | Musée national de la Marine          | Paris         | Série des vues des ports de France | 6e gauche  | 418   |        |
| Claude Joseph Vernet                          | Vue du port de Cette | 165    | 263    |                                        | Musée national de la Marine          | Paris         | Série des vues des ports de France | 4e gauche  | 381   |        |
| Claude Joseph Vernet                          | Vue du port de Dieppe | 165    | 263    |                                        | Musée national de la Marine          | Paris         | Série des vues des ports de France | 3e gauche  | 339   |        |
| Claude Joseph Vernet                          | Vue du port de La Rochelle, prise de la petite Rive | 165    | 263    |                                        | Musée national de la Marine          | Paris         | Série des vues des ports de France | 6e gauche  | 434   |        |
| Claude Joseph Vernet                          | Vue du port de Rochefort, prise du magasin des Colonies | 165    | 263    |                                        | Musée national de la Marine          | Paris         | Série des vues des ports de France | 3e gauche  | 359   |        |
| Claude Joseph Vernet                          | Vue du Port-Neuf de Toulon | 165    | 263    |                                        | Musée national de la Marine          | Paris         | Série des vues des ports de France | 5e gauche  | 388   |        |
| Claude Joseph Vernet                          | Deuxième vue de Toulon : vue de la ville et de la rade | 165    | 263    |                                        | Musée du Louvre                      | Paris         | Série des vues des ports de France | 5e gauche  | 412   |        |
| Claude Joseph Vernet                          | Vue du vieux port de Toulon | 165    | 263    |                                        | Musée national de la Marine          | Paris         | Série des vues des ports de France | 5e gauche  | 407   |        |
| Paul Véronèse                                 | Jésus succombant sous le poids de la croix | 57     | 72,5   | « 000PE027369 », notice no 000PE027369 | Musée du Louvre                      | Paris         | | 7e gauche  | 454   |        |
| Paul Véronèse                                 | La Sainte Famille avec sainte Élisabeth, la Madeleine et une bénédictine agenouillée                                                                                              | 50     | 43,5   | « 000PE027371 », notice no 000PE027371 | Musée du Louvre                      | Paris         | | 7e droite  | 76    |        |
| Paul Véronèse                                 | L'Adoration des Mages | 134    | 294    | « 000PE029959 », notice no 000PE029959 | Musée des beaux-arts de Lyon         | Lyon          | | 2e droite  | 22    |        |
| Paul Véronèse                                 | Le Calvaire | 102    | 102    | « 000PE027361 », notice no 000PE027361 | Musée du Louvre                      | Paris         | carré | 6e gauche  | 431   |        |
| Paul Véronèse                                 | Les pèlerins d'Emmaüs | 241    | 415    | « 000PE027362 », notice no 000PE027362 | Musée du Louvre                      | Paris         | | 11e droite | 159   |        |
| Paul Véronèse                                 | Martyre de Saint-Marc |        |        |                                        |                                      |               | | 6e droite  | 74    |        |
| Paul Véronèse                                 | Moïse sauvé des eaux | 129    | 115    | « 000PE029958 », notice no 000PE029958 | Musée des beaux-arts de Lyon         | Paris         | | 8e droite  | 112   |        |
| Paul Véronèse                                 | Persée délivrant Andromède | 260    | 211    | « 00000094573 », notice no 00000094573 | Musée des beaux-arts de Rennes       | Rennes        | | Entrée     | 537   |        |
| Claude Vignon                                 | Jésus au milieu des docteurs |        |        |                                        | Musée de Grenoble                    |               | | 6e gauche  | 414   |        |
| Étienne Villequin                             | Jésus guérissant les aveugles de Jéricho | 33     | 42     | « 000PE002894 », notice no 000PE002894 | Musée du Louvre                      | Paris         | | 6e gauche  | 427   |        |
| Léonard de Vinci                              | La Sainte-Famille avec saint Michel |        |        |                                        |                                      |               | | 1re droite | 4     |        |
| Nicolas Vleughels                             | Abigaïl devant David |        |        |                                        |                                      |               | | 17e droite | 236   |        |
| Nicolas Vleughels                             | La Reine de Saba devant Salomon |        |        |                                        |                                      |               | | 17e droite | 228   |        |
| Nicolas Vleughels                             | Le Mariage de sainte Catherine |        |        |                                        |                                      |               | anciennement attribué à Paul Véronèse | 6e gauche  | 424   |        |
| Henri de Voes                                 | Portrait de Pynacker |        |        |                                        |                                      |               | | 8e gauche  | 487   |        |
| Henri de Voes                                 | Portrait d'homme vêtu de noir tenant une plume |        |        |                                        |                                      |               | anciennement attribué à Frans van Mieris l'Ancien | 5e gauche  | 398   |        |
| Simon Vouet                                   | Jésus à la crèche, adoré par les anges |        |        |                                        |                                      |               | | 15e droite | 199   |        |
| Simon Vouet                                   | La Victoire | 210    | 113    | « 000PE002909 », notice no 000PE002909 | Musée du Louvre                      | Paris         | | 1re droite | 2     |        |
| Simon Vouet                                   | La Vierge présentant des religieux à Jésus-Christ |        |        |                                        |                                      |               | | 7e gauche  | 451   |        |
| Simon Vouet                                   | Portraits de sept artistes |        |        |                                        |                                      |               | | 8e droite  | 101   |        |
| Simon Vouet                                   | Saint Charles Borromée priant Jésus-Christ de faire cesser la peste à Milan |        |        |                                        |                                      |               | | 16e droite | 225   |        |
| Simon Vouet                                   | Sainte Apolline |        |        |                                        |                                      |               | anciennement attribué à Andrea Vaccaro | 15e droite | 202   |        |
| Simon Vouet                                   | Une nymphe essayant les flèches de l'amour |        |        |                                        |                                      |               | | Fond       | 244   |        |
| Simon Vouet                                   | Une nymphe jouant avec l'amour qui lui lance une flèche |        |        |                                        |                                      |               | | Fond       | 259   |        |
| Jan Baptist Weenix                            | Départ d'une troupe orientale | 123    | 175,5  | « 000PE008688 », notice no 000PE008688 | Musée du Louvre                      | Paris         | | 8e droite  | 103   |        |
| Adriaen van der Werff                         | Antiochus et Stratonice | 74     | 71     | « 000PE023559 », notice no 000PE023559 | Musée des beaux-arts de Bordeaux     | Bordeaux      | | 12e droite | 165   |        |
| Adriaen van der Werff                         | Jésus apparaissant à la Madeleine |        |        |                                        |                                      |               | | 12e droite | 169   |        |
| Adriaen van der Werff                         | Joseph et la femme de Putiphar | 60,3   | 46,4   | « 10480005091 », notice no 10480005091 | Musée des beaux-arts de Chambéry     | Chambéry      | | 10e droite | 147   |        |
| Adriaen van der Werff                         | La Naissance de Jésus annoncée aux bergers |        |        |                                        |                                      |               | | 7e gauche  | 448   |        |
| Adriaen van der Werff                         | Moïse sauvé des eaux | 70     | 60     | « 00000094636 », notice no 00000094636 | Musée des beaux-arts de Rennes       |               | | 15e droite | 203   |        |
| Adriaen van der Werff                         | Nymphes dansant | 58,5   | 44     | « 000PE008691 », notice no 000PE008691 | Musée du Louvre                      | Paris         | | 10e droite | 142   |        |
| Adriaen van der Werff                         | Sainte Madeleine méditant dans la solitude | 60     | 46     | « 000PE008690 », notice no 000PE008690 | Musée du Louvre                      | Paris         | | 7e gauche  | 463   |        |
| Jan Wijnants                                  | Lisière de forêt | 117    | 144    | « 000PE008712 », notice no 000PE008712 | Musée du Louvre                      | Paris         | | 14e droite | 194   |        |
| Jan Wijnants                                  | Paysage avec une ferme | 90     | 122    | « 00000081524 », notice no 00000081524 | Musée du Louvre                      | Paris         | | 6e droite  | 72    |        |
| Philips Wouwerman                             | Cavaliers à la porte d'un cabaret |        |        |                                        |                                      |               | | 3e droite  | 35    |        |
| Philips Wouwerman                             | Fête flamande |        |        |                                        |                                      |               | | 2e gauche  | 301   |        |
| Philips Wouwerman                             | Intérieur d'écurie | 39     | 51     | « 000PE008701 », notice no 000PE008701 | Musée du Louvre                      | Paris         | | 7e droite  | 84    |        |
| Philips Wouwerman                             | La Chasse au cerf | 30     | 39     | « 000PE008699 », notice no 000PE008699 | Musée du Louvre                      | Paris         | | 8e droite  | 105   |        |
| Philips Wouwerman                             | Le Manège en plein air | 51,5   | 43     | « 000PE008700 », notice no 000PE008700 | Musée du Louvre                      | Paris         | | 2e gauche  | 324   |        |
| Philips Wouwerman                             | Paysage, marche d'animaux |        |        |                                        |                                      |               | | 8e droite  | 94    |        |
| Philips Wouwerman                             | Un abreuvoir |        |        |                                        |                                      |               | | 7e droite  | 78    |        |
| Philips Wouwerman                             | Un homme donnant l'avoine à son cheval |        |        |                                        |                                      |               | | 3e droite  | 37    |        |
| Philips Wouwerman                             | Un marché aux chevaux |        |        |                                        |                                      |               | | 9e droite  | 127   |        |
| Federigo Zuccaro                              | La Mission de saint Pierre |        |        |                                        |                                      |               | | Fond       | 255   |        |

### Objets
Outre les tableaux, différents objets sont exposés (statues, vases, etc.).
| Type            | Objet                                                                      | Matériaux                                                          | Auteur                  | #   | Illus. |
| --------------- | -------------------------------------------------------------------------- | ------------------------------------------------------------------ | ----------------------- | --- | ------ |
| aiguière        | Deux aiguières                                                             | porcelaine du Japon, bronze doré                                   |                         | 38  |        |
| aiguière        | Aiguière et plateau, gravés de Rinceux                                     | cristal de roche, vermeil émaillé                                  |                         | 62  |        |
| aiguière        | Aiguière et plateau ornés de bas-reliefs                                   | vermeil                                                            |                         | 43  |        |
| boule milliaire | Boule milliaire                                                            | albâtre oriental                                                   |                         | 22  |        |
| boule milliaire | Boule milliaire                                                            | marbre serpentin                                                   |                         | 17  |        |
| buste           | Annibale Carracci                                                          | marbre blanc                                                       |                         | 87  |        |
| buste           | Hannibal Barca                                                             | marbre blanc                                                       |                         | 29  |        |
| buste           | Antinoüs                                                                   | marbre blanc                                                       |                         | 40  |        |
| buste           | Aratos                                                                     | bronze                                                             |                         | 99  |        |
| buste           | Archimède                                                                  | bronze                                                             |                         | 98  |        |
| buste           | Aristophane                                                                | bronze                                                             |                         | 102 |        |
| buste           | Aristote                                                                   | marbre noir                                                        |                         | 100 |        |
| buste           | Caligula                                                                   | marbre blanc                                                       |                         | 104 |        |
| buste           | Caracalla                                                                  | bronze                                                             |                         | 93  |        |
| buste           | Caracalla                                                                  | marbre blanc                                                       |                         | 32  |        |
| buste           | Cérès                                                                      | bronze                                                             |                         | 97  |        |
| buste           | Cicéron                                                                    | marbre blanc                                                       |                         | 85  |        |
| buste           | Démosthène                                                                 | bronze                                                             |                         | 41  |        |
| buste           | Publius Septimius Geta                                                     | bronze                                                             |                         | 90  |        |
| buste           | Hésiode                                                                    | bronze                                                             |                         | 110 |        |
| buste           | Homère                                                                     | bronze                                                             |                         | 95  |        |
| buste           | Juba                                                                       | bronze                                                             |                         | 109 |        |
| buste           | Julie                                                                      | bronze                                                             |                         | 105 |        |
| buste           | Julie                                                                      | bronze                                                             |                         | 107 |        |
| buste           | Marcus Junius Brutus                                                       | marbre blanc                                                       |                         | 64  |        |
| buste           | Méléagre                                                                   | bronze                                                             |                         | 89  |        |
| buste           | Minerve                                                                    | bronze                                                             |                         | 92  |        |
| buste           | Minerve                                                                    | bronze                                                             |                         | 111 |        |
| buste           | Mithridate VI                                                              | bronze                                                             |                         | 33  |        |
| buste           | Nerva                                                                      | marbre blanc                                                       |                         | 57  |        |
| buste           | Pompée                                                                     | bronze                                                             |                         | 34  |        |
| buste           | Poppée                                                                     | bronze                                                             |                         | 68  |        |
| buste           | Raphaël                                                                    | marbre blanc                                                       |                         | 86  |        |
| buste           | Scipion l'Africain                                                         | marbre gris                                                        |                         | 101 |        |
| buste           | Septime Sévère                                                             | marbre blanc                                                       |                         | 30  |        |
| buste           | Socrate                                                                    | bronze                                                             |                         | 42  |        |
| buste           | Minerve                                                                    | porphyre rouge                                                     |                         | 20  |        |
| buste           | Femme                                                                      | marbre blanc                                                       |                         | 31  |        |
| buste           | Jeune Fille                                                                | marbre blanc                                                       |                         | 103 |        |
| buste           | Trajan                                                                     | marbre blanc                                                       |                         | 88  |        |
| buste           | Faune                                                                      | bronze                                                             |                         | 96  |        |
| buste           | Vestale                                                                    | bronze                                                             |                         | 94  |        |
| buste           | Vitellius                                                                  | marbre blanc                                                       |                         | 50  |        |
| cassolette      | Cassolette aux anses formant des sirènes                                   | marbre serpentin, bronze doré                                      |                         | 69  |        |
| cassolette      | Cassolette ornées de têtes de béliers                                      | marbre serpentin                                                   |                         | 39  |        |
| cassolette      | Deux cassolettes                                                           | albâtre oriental                                                   |                         | 47  |        |
| cassolette      | Deux cassolettes                                                           | albâtre oriental, bronze doré                                      |                         | 59  |        |
| cassolette      | Deux cassolettes                                                           | porcelaine de Chine, bronze doré                                   |                         | 60  |        |
| cassolette      | Deux cassolettes                                                           | porphyre gris                                                      |                         | 61  |        |
| cassolette      | Deux cassolettes                                                           | porphyre, bronze doré                                              |                         | 44  |        |
| cuve            | Quatre cuves sculptées, ovales                                             |                                                                    |                         | 12  |        |
| horloge         | Horloge astronomique                                                       |                                                                    | Robert Robin            | 119 |        |
| horloge         | Horloge planétaire                                                         |                                                                    | Antide Janvier          | 28  |        |
| horloge         | Horloge                                                                    | marbre bleu, bronze                                                | Robert Robin            | 118 |        |
| horloge         | Horloge                                                                    | bronze                                                             | Robert Robin            | 76  |        |
| jatte           | Deux jattes ovales                                                         | albâtre oriental                                                   |                         | 75  |        |
| meuble          | Deux armoires                                                              | bois d'ébène, bronze doré, pierres précieuses                      |                         | 63  |        |
| statue          | Deux figures égyptiennes                                                   | basalte                                                            |                         | 120 |        |
| statue          | Diane                                                                      | bronze                                                             |                         | 46  |        |
| statue          | Laccoon                                                                    | bronze                                                             |                         | 106 |        |
| statue          | Taureau Farnèse                                                            | bronze                                                             |                         | 91  |        |
| statue          | Hercule Farnèse                                                            | bronze                                                             |                         | 45  |        |
| statue          | Quatre statues du tombeau des Médicis                                      | bronze                                                             | Michel-Ange             | 36  |        |
| statue          | Baigneuse                                                                  | bronze                                                             |                         | 81  |        |
| statue          | Fille de Niobé                                                             |                                                                    |                         | 108 |        |
| table           | Deux tables                                                                | albâtre oriental                                                   |                         | 2   |        |
| table           | Deux tables                                                                | marbre de Tarentaise                                               |                         | 6   |        |
| table           | Deux tables                                                                | marbre port'or                                                     |                         | 7   |        |
| table           | Deux tables                                                                | marbre port'or                                                     |                         | 35  |        |
| table           | Deux tables                                                                | marbre vert antique                                                |                         | 9   |        |
| table           | Deux tables                                                                | marbre vert campan                                                 |                         | 49  |        |
| table           | Deux tables                                                                | marbre port'or                                                     |                         | 13  |        |
| table           | Deux tables                                                                | porphyre rouge                                                     |                         | 4   |        |
| table           | Deux tables                                                                | porphyre rouge                                                     |                         | 19  |        |
| table           | Table cintrée                                                              | granit rouge oriental                                              |                         | 82  |        |
| table           | Table                                                                      | marbre cipolin                                                     |                         | 25  |        |
| table           | Table                                                                      | marbre brèche                                                      |                         | 121 |        |
| table           | Table                                                                      | granit rouge oriental                                              |                         | 83  |        |
| table           | Table                                                                      | mosaïque de Florence inscrustée de pierres précieuses              |                         | 15  |        |
| table           | Table                                                                      | mosaïque de Florence inscrustée de pierres précieuses              |                         | 27  |        |
| table           | Table circulaire                                                           | porphyre rouge                                                     |                         | 16  |        |
| table           | Table octogonale                                                           | granit rouge oriental                                              |                         | 21  |        |
| table           | Table ovale                                                                | albâtre oriental                                                   |                         | 117 |        |
| table           | Table                                                                      | marbre du Languedoc                                                |                         | 8   |        |
| trépied         | Trépied oriental                                                           | bronze damasquiné en argent                                        |                         | 84  |        |
| urne            | Deux urnes avec bas-reliefs de fleurs                                      | porcelaine du Japon vert celadon, bronze doré                      |                         | 73  |        |
| urne            | Urne ornée de bas-reliefs                                                  | même matière, vert celadon, ornée de bas-reliefs et de bronze doré |                         | 74  |        |
| urne            | Urne ornée d'oiseaux de porcelaine du Japon, camayeu bleu, ornée d'oiseaux |                                                                    |                         | 80  |        |
| urne            | Urne de porcelaine du Japon, vert céladon                                  |                                                                    |                         | 115 |        |
| vase            | Deux vases                                                                 | granit gris                                                        |                         | 18  |        |
| vase            | Deux vases ornés d'arabesques, aux anses en forme de béliers               | même porcelaine, bronze doré                                       |                         | 56  |        |
| vase            | Deux vases                                                                 | porcelaine de Chine, bronze doré                                   |                         | 65  |        |
| vase            | Deux vases                                                                 | porcelaine de Sèvres, fond caillouté, bronze doré                  |                         | 124 |        |
| vase            | Deux vases avec décoration d'oiseaux                                       | porcelaine de Sèvres, fond caillouté, bronze doré, verre           |                         | 66  |        |
| vase            | Deux vases                                                                 | porcelaine de Sèvres, fond lapis, or                               |                         | 116 |        |
| vase            | Deux vases                                                                 | porcelaine de Sèvres, fond lapis, émaillé                          |                         | 122 |        |
| vase            | Deux vases                                                                 | porcelaine de Sèvres                                               |                         | 55  |        |
| vase            | Deux vases                                                                 | porcelaine de Sèvres, bronze doré                                  |                         | 52  |        |
| vase            | Deux vases avec sujets champêtres                                          | porcelaine de Sèvres, bronze doré                                  |                         | 51  |        |
| vase            | Deux vases avec sujets de chasse                                           | porcelaine de Sèvres, bronze doré                                  |                         | 54  |        |
| vase            | Deux vases                                                                 | porcelaine du Japon vert céladon                                   |                         | 72  |        |
| vase            | Deux vases à anses évidées                                                 | porphyre rouge                                                     |                         | 37  |        |
| vase            | Deux vases à anses en forme de dauphins                                    | porphyre rouge                                                     |                         | 11  |        |
| vase            | Deux vases                                                                 | porphyre rouge                                                     |                         | 112 |        |
| vase            | Deux vases à anses en tête de bélier                                       | porphyre rouge                                                     |                         | 5   |        |
| vase            | Deux vases étrusques                                                       |                                                                    |                         | 48  |        |
| vase            | Vase                                                                       | même matière, fond lapis, émaillé                                  |                         | 123 |        |
| vase            | Vase ornés de bas-reliefs                                                  | porcelaine de Sèvres bleue, bronze doré                            | Pierre-Philippe Thomire | 10  |        |
| vase            | Vase                                                                       | porphyre gris                                                      |                         | 67  |        |
| vase            | Vase aux anses formant des serpents                                        | porphyre rouge                                                     |                         | 1   |        |
| vase            | Vase                                                                       | marbre serpentin                                                   |                         | 3   |        |
| vase            | Vase                                                                       | jaspe                                                              |                         | 77  |        |
| vase            | Vase                                                                       | jaspe                                                              |                         | 113 |        |
| vase            | Vase                                                                       | jaspe                                                              |                         | 114 |        |
| vase            | Vase                                                                       | jaspe                                                              |                         | 14  |        |
| vase            | Vase avec têtes de béliers pour anses                                      | marbre jaune antique                                               |                         | 58  |        |
| vase            | Vase                                                                       | porcelaine de Sèvres , bronze                                      |                         | 24  |        |
| vase            | Vase                                                                       | porcelaine de Sèvres, bronze doré                                  |                         | 71  |        |
| vase            | Vase                                                                       | porphyre rouge, bronze doré                                        |                         | 70  |        |
| vase            | Vase                                                                       | porphyre                                                           |                         | 78  |        |
| vase            | Vase                                                                       | marbre serpentin                                                   |                         | 23  |        |
| vase            | Vase                                                                       | porcelaine du Japon, bronze doré                                   |                         | 53  |        |
| vase            | Vase                                                                       |                                                                    |                         | 26  |        |
| vase            | Vases aux anses évidées                                                    | porphyre rouge                                                     |                         | 79  |        |